# スロバキアの歴史

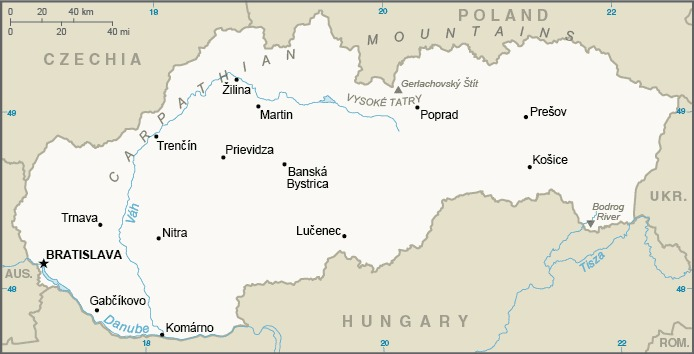
現代のスロバキアの地図

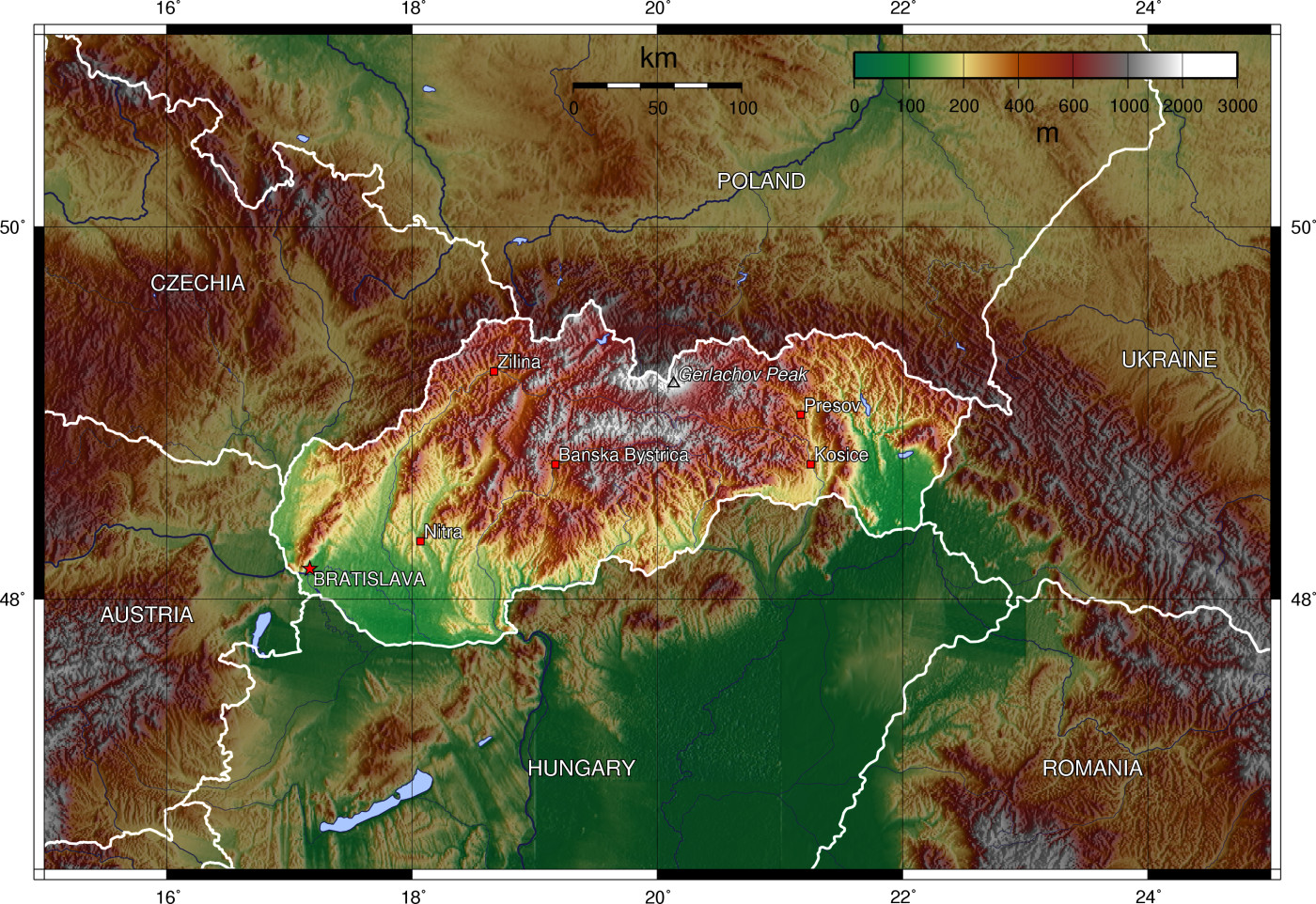
スロバキアの地形図

スロバキアの歴史では、現在のスロバキアの領土での歴史について説明する。

## 先史時代

### 旧石器時代
スロバキアで発見された現存する最古の考古学上の遺物は、放射性炭素年代測定により、ノヴェー・メスト・ナド・ヴァーホム近くで発見された、旧石器時代初期の紀元前27万年頃の物であるとされている。このクラクトン文化様式の道具の発見は、スロバキアに太古に人が居住していた証左である。
旧石器時代中期（紀元前20万年 - 紀元前8万年）以降の他の石器はボイニツェ近くのプレポシュツカ洞窟（Prepoštská jaskyňa）および他の近くの場所由来の物である。この時代の重要な最も重要な発見は、スロバキア北部の村の一つガーノフツェ近くで発見されたネアンデルタール人の頭蓋骨である。考古学者たちは、この地域で先史時代の人類の骨を発見し、同様に多数のグラヴェット文化の遺物と遺構を、主にニトラ川、フロン川、イペリ川、ヴァーフ川の谷やジリナ市付近、またミヤヴァ山脈とともにVihorlat、InovecおよびTribeč山脈の裾野においても発見した。最もよく知られた発見にはマンモスの骨で作られた女性の彫像（紀元前22,800年、いわゆる「モラビアのヴィーナス（en）」も含まれている。この小さな像は1940年代にピエシュチャニ近くのモラヴァニ・ナド・ヴァーホムにおいて発見された。キプロスの第三紀の好高熱性の腹足綱の貝殻で作られた多数の首飾りはモラヴァニ＝ジャーコヴスカー、ポトコニツェ、Hubina およびラドシナからのものである。これらの調査結果は、地中海と中央ヨーロッパとの間で行われていた商業交易の最古の証拠である。

### 新石器時代
幾つかの考古学的発掘における道具と焼き物、および比較的標高の高い北部地域を含むスロバキア各地に散在する埋葬地の発見は、新石器時代の人類の居住の証拠である。ジェリエゾフツェ、ゲメルおよびBukové山地で発見された焼き物は、顕著な造形と精密な線形による装飾によって特徴づけられる。
それはまた、最初の彩色の試みであった。この意図的な装飾品は、発展された新石器時代の職人の美的センスを示している。このような考古学上の発見はかつて居住していた洞窟にもあった。例えば、人類は長さほぼ6000メートル、深さ700メートルの有名なドミカ洞窟にも居住していた。この洞窟はヨーロッパにおける最大の新石器時代の遺跡の一つである。Bukové山地からやってきた焼き物を製作した部族は、800年以上にわたり継続的にドミカ洞窟に居住していた。
中央ヨーロッパの新石器時代の遷移は農業の発展と牧草地の開拓と局地的段階の最初の金属の精錬、"Retz"様式の焼き物と素焼きの笛で特徴づけられる。「素焼きの笛時代」の間、人々はNitriansky Hrádokに、幾つかの要塞化された景観を建設している。新石器時代が始まったとき、今日のスロバキアの地理的な位置は貝殻、琥珀、宝石および武器のような財のための緻密な交易網を担っていた。その結果、そこはヨーロッパの交易システムにおいて重要な拠点となった。

### 青銅器時代と鉄器時代
スロバキアの領土での青銅器時代は紀元前2000年から800年にかけて発展、拡大の段階を経て進行した。大きな文化的、経済的および政治的発展は銅の生産の顕著な発展は、特に中部スロバキア（例：シュパニア・ドリナ）と北西スロバキアにおける銅の生産量の著しい増加によるものと考えられている。銅は地域の人口の繁栄の安定的な源泉となったチャカニとヴェラティセ文化が消えたのち、ルサチア文化の人々は強固で複雑な要塞化した建造物を拡張した、大きな行政の中心地と恒久的建造物とともにである。ルサチア人のヒルフォートの発掘調査はこの時代の農業と交易の相当な発展を記録している。
墳墓の豊かさや多様性は著しく増加していた。この時代の居住者たちは武器、武具、貴金属、食器と彫像を生産していた。トラキアからの部族の到来はカレンダーベルク文化の人々を滅亡させた。彼らは平原にあった村落（セレト）や、山頂に位置する要塞（スモレンセ、モルピ）にも住んでいた。ハルシュタット文明の君主の権力は、スロバキアにおいては、スキタイ・トラキア人とケルト系部族との間の衝突の後の鉄器時代の末期の間に失われた。スキタイ・トラキア人はスロバキアの河川を辿り南から北へと進出した。

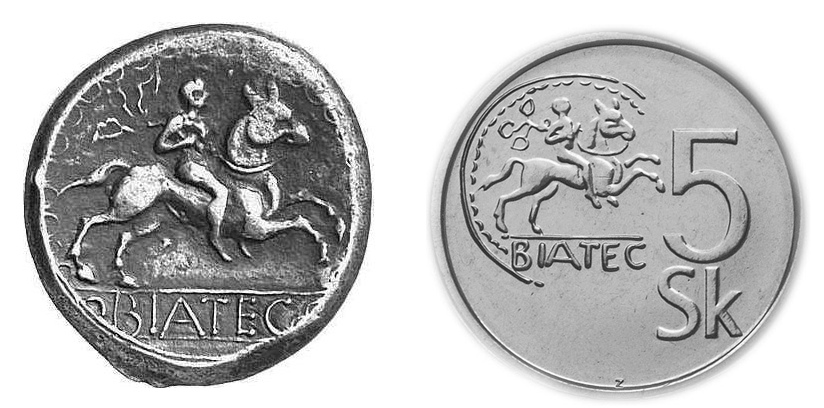
ブラチスラヴァで鋳造されたケルトのコインとそれを模した現代の5スロバキア・コルナ硬貨。

ケルト人の勝利はこの地域の最後の鉄器時代の始まりを指し示していた。スロバキアに住む二大ケルト系部族はコティニ人とボイイ人である。コティニはおそらく独自あるいはプコフ文化の顕著な部分を成していた。ケルト人は、ブラチスラヴァとリプドフ（ハヴラノク神殿）に大きな塀で囲まれたオッピドゥムを造営した。BIATECと呼ばれるケルトの王の名前のある銀貨はスロバキアにおいては史上最初の文字の使用の代表例である。ケルト人の支配はゲルマン人の侵略や、ノイジードル湖近くのボイイ人に対してのダキア人の勝利およびローマ帝国の拡大によって消滅した。

### 古代ローマ時代
スロバキアにおいてローマ時代は6年に始まり、マルコマンニ族とクァディ族に対する戦争を導いたローマ帝国の軍団のこの地域の到来によって始まった。クアディ人によって屈服させられた蛮族の王国の一つヴァニウス王国は、西部から中央スロバキアに20年から50年に存在していた。ローマとその軍はドナウ川東岸の細い地域と南西スロバキアの非常に小さい地域(セレマンティア, ゲルラタ, デヴィン城)を占領しただけであった。
174年のみ、マルクス・アウレリウス・アントニヌス帝はヴァー、二トラとフロンの川の谷へと深く侵入した。フロンの川岸において、この哲人皇帝は自身の哲学的著作『自省録』を執筆している。179年にローマ軍はトレンチーン城の岩の上にトレンチーンの昔の名（Laugaritio）を彫り、ヨーロッパのこの地域におけるローマ帝国の最北端として印をつけた。

### 4世紀から8世紀の「大侵略」

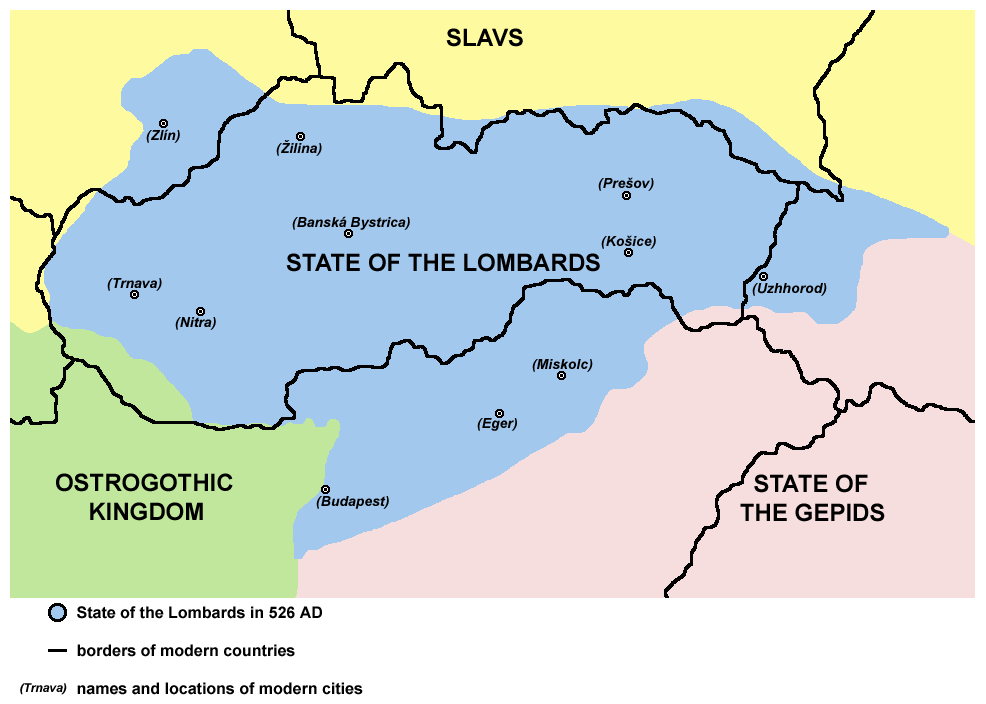
ランゴバルド国（青色の部分、紀元後526年）

2世紀および3世紀にフン族は中央アジアのステップから離れ始めた。彼らは377年にはドナウ川を渡り、パンノニアを占領した。そこは彼らが75年の間、西ヨーロッパに向かっての略奪と襲撃の出撃のための拠点にした土地である。451年にアッティラの指揮のもと、彼らはライン川を渡り、費えのためにガリアへと侵攻した。それからカタロニアの近郊を破壊しながらピレネー山脈をも越えている。しかし453年のアッティラの死で、フン族は姿を消した。
フン族の後、5世紀から6世紀に、ゲルマン人の部族がパンノニア平原に居住を開始した。東ゴート人、ランゴバルド人、ゲピド人、ヘルール人である。 6世紀の3分の1から半分もの間に彼らの諸王国とその競争が出来事となった。 6世紀、初期のランゴバルド人の国は現在のスロバキアの領域を中心にしていた。その後、ランゴバルド人はこの地域から離れ、始めはパンノニア、それからイタリアへと移動し、そこに11世紀まで続く国を建設した。
568年には遊牧民のアヴァール人がドナウ川中流の諸王国への彼ら自身の侵略を指揮した。アヴァール人はパンノニア平原の低地を占領し、そこを支配する帝国を樹立した。彼らは何度かの攻撃をビザンツ帝国に対して行っており、ビザンツ皇帝は、彼らの攻撃を避けるために定期的に貢物を贈っている。623年、パンノニア西部に暮らすスラヴ人はアヴァールの帝国から離脱した。626年、アヴァール人とサーサーン朝ペルシャは共同してコンスタンティノポリスを包囲したが、その攻略には失敗した。この失敗の後、アヴァールの威信と勢力は減少し、パンノニア平原の外側のかつての版図の統制能力を失ったが、彼らの王国は11世紀まで継続した。

## スラヴ人

### 初期の歴史
主流派の歴史家の多く がスラブ人の中央および西部ヨーロッパの居住は6世紀に始まったと示唆している。一定の要素が以下のことを証明している。6世紀の始まりまでにスラブ人の住民がヴィスワ川、ドニエストル川とドナウ川に、今日のスロバキアとパンノニアとカランタニアを含む広大な地域を席巻し始めたという事実である。
近年の考古学的および逐語的な資料の解読に基づいて、歴史家と言語学者の少数は、以下のことを有する代替的な理論を発展させてきた。すなわち、スラブ人の諸部族は紀元前数千年頃に現れ、ケルト・ゲルマンの諸部族の運動の中心で、じっとしていた土着の民族から進化したのではないかというものである。最もよく知られた支持者は、『スラブ諸語百科事典』の編纂者である、ロシア・スラブおよびハンガリーの言語学者オレグ・ニコラエヴィチ・トゥルバチョフである。彼はこの理論について詳細な著作を著している。また、古代ギリシャ・ローマの史料は、この地域の一層古いスラブ人の存在のありうべき証拠を提供している。例えば、紀元前400年のものとされる、ハリカルナッソスのヘロドトスによる作品の一つの中の、Vénèdesの出現は、スラブ人の最初の記録であると、彼らは議論している。スラブ人の存在についての言及は大プリニウス（79年）とタキトゥス（55年 - 116年）の著作においてもあるという。160年のクラウディオス・プトレマイオスの著作にある、ラテン語でのSouveniの綴りは、スラブ人をスラブ人と特定した最初のものである。8世紀以前のドナウ川中流のスラブ人は、現在のスロバキアと北部、西部ハンガリー、モラヴィア、パンノニア、オーストリアとスロヴェニアに住んでいたが、Sloveni (*Slověne)という綴りの名を使用していた。
近年の調査は、スラブ人とケルト人諸部族が北部スロバキアのリプトフスカ・マラ地域の近くのリプトフ地方に共存していた証拠を発見してきた。発掘調査を行う学者たちは6つのケルト・スラブのコロニーとその中央に、ケルトとスラブの儀式のための聖所を有する城の遺構を発見してきた。チェコの考古学者J. Poulíkの最新の調査結果によれば、スラブ人諸部族はゲルマン人のクアディ人とも共存していた。この二つの競合する理論は必ずしもどちらかを排除するものではない。

### サモ王の帝国
623年のアヴァール汗国に対してのスラブ人の反乱が成功したのち、ドナウ川中流に住むスラブ人の一部がサモ王によって糾合された。631年、サモはフランク王国のダゴベルト1世の軍をヴォガスティスブルクの戦いで破った。最初のスラブ人の政権として知られる「サモの帝国」は、建国者が665年に没すると消滅し、アヴァール汗国に再度併呑された。

### スラヴ人政権の登場

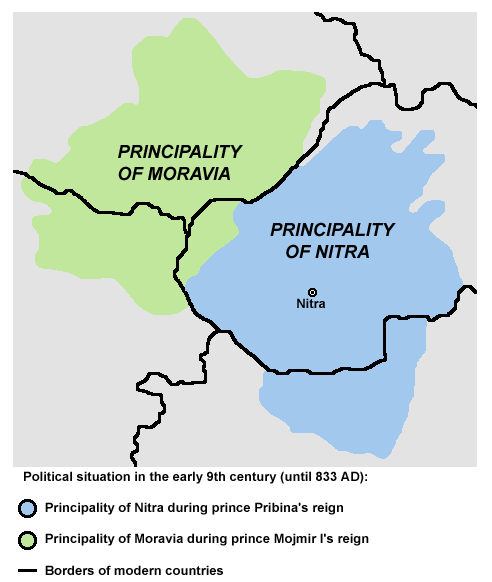
プリビナ政権下のニトラ公国（青の部分、緑の部分はモラヴィア公国）

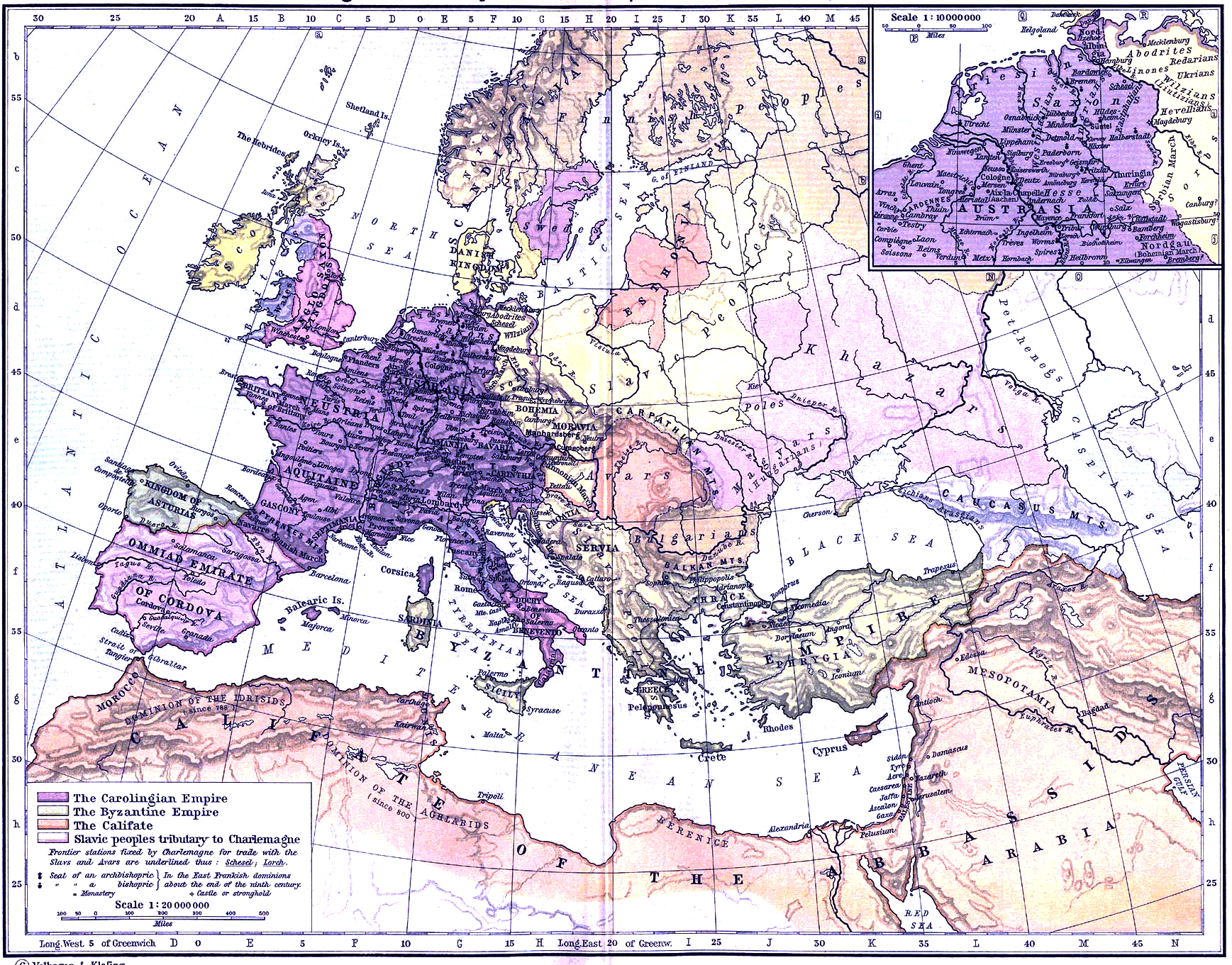
800年頃のヨーロッパ

670年代に「グリフィンとテンドリル（"griffin＆tendril"）」文化を持った人々がパンノニア平原に現れ（オノグルとして区別される）、短期間でアヴァールはその版図をウィーン盆地の向こうまで拡大することができた。しかし、同時代の考古学上の発見は(例：ブラトニツァの身分の高い人物の精巧な墓）はまた、後に大モラヴィア中核となる領域におけるスラブ人の支配階級の形成を指摘している。南部スロバキアより向こうのアヴァールの優位は、フランク王国のカール大帝がドナウ川北部（のちのニトラ公国
の中心）に住むスラブ人の助けによって、アヴァールを破る803年まで続いた。フランク王国はこのとき遂にスラブ人を取り込むことになった。文書記録に基づいた、ニトラ公国に関する情報は、870年頃の『バイエルン・カタランニア地誌（Conversio Bagoariorum et Carantanorum ）』の2つの記載事項に記録されているのみである。それにもかかわらず、9世紀始めの10年間は、パンノニア平原の北西部のスラブ人はニトラを拠点とする部族長（後世の歴史家は「ニトラ公」と形式上呼ぶ）の支配下に置かれていた。9世紀には、この都市周辺の居住地の広範囲のネットワークは発展していた。9世紀始め、この政権は現在のスロバキアの領土の北西部に位置していた。
828年頃、大司教のザルツブルクのアダルラムがニトラヴァ（Nitrava）にニトラ公国の君主プリビナ（800-861年）のための教会を奉献した。833年に、モラヴィア公モイミール1世がプリビナを放逐した。プリビナはラトボード（Ratbod）伯の下に行った。伯はカロリング朝フランク王国のオストマルクを統治しており、そこではプリビナは、東フランク王国の宗主権の下の下パンノニア公国とバラトン湖に流れ込むザラ川の近く地に位置するブラトノグラードの首都の統治者になった。プリビナが放逐されていた時期に、少なくとも3つのニトラの城（ポデディム城、チンゴフ城とオストラ・スカラ城）が破壊されたと発掘調査で明らかになっている。

### 大モラヴィアの時代

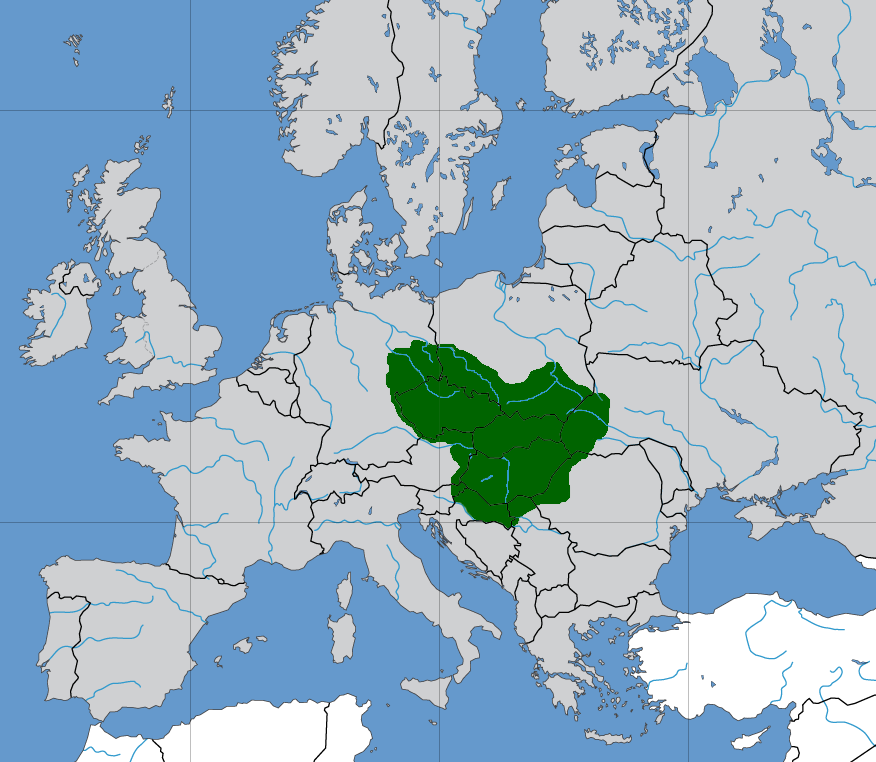
スヴァトプルクの治世期 (871年-894年) に最も拡大したモラヴィア王国の版図。

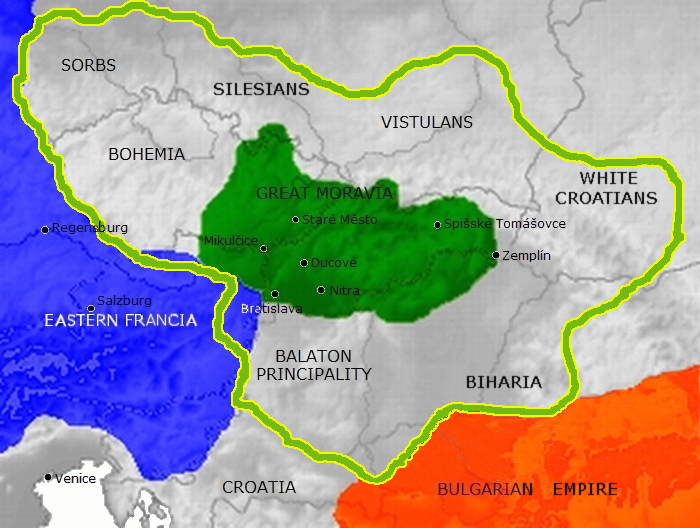
9世紀の中央ヨーロッパ。東フランク王国は青、第一次ブルガリア帝国は橙色、ラスティスラフ王(870年)治世の大モラビア王国は緑色で示している。緑色の線で囲った部分はスヴォトプルク1世王(894年)治世の大モラビア王国の版図（大モラヴィアの境界の中には議論のあるものも存在する）。

糾合されたスラブ人諸部族がドナウ川北に居住した830年頃に大モラヴィアは興隆し、この地域での優位を拡大した。846年にモラヴィア公モイミール1世が東フランクの王の優位から離脱する努力をしたとき、ルードヴィヒ2世王は彼を斥けて、王座に就くようモイミール1世の甥のラスティスラフ (846年–870年)を支援した。新しい王権は独自路線を追求した。855年のフランク王国の攻撃を止めたのち、新王は、領内でのフランク王国の僧侶の伝道を弱体化させる方法を探した。ラティスラフはビザンツ帝国のミカエル3世にスラブ語にキリスト教を翻訳する教師の派遣を要請した。ラティスラフの要請を受けて、863年にビザンツの公式の伝道師、聖キリルとメトディオス 兄弟がモラヴィアに来訪した。二人は最初のスラブ語のアルファベット、グラゴル文字を発展させて、福音書を教会スラヴ語に翻訳した。またラティスラフは国家の防衛と統治に腐心した。国中にある数々の要塞化された城は彼の治世に造営されたものであり、その中には(e.g., Dowina - w:Devín Castle)、フランク王国の年代記によってラティスラフとの関係が言及されるものもある。彼の治世に、ニトラ公国は彼の甥のスヴァトプリックに封地として与えられた。870年、この反逆的な公は自身とフランク王国と追放したおじと同盟を結んだ。先代と同様に、スヴァトプルク1世 (871年–894年)は「王(rex)」の称号を自称した。彼の治世には、大モラヴィア帝国は、その版図の拡大が最大に達していた。このときには、現在のモラヴィアとスロバキアのみならず現在の北部および中央ハンガリー、下オーストリア、ボヘミア、シレジア、ルサチア、南部ポーランド、北部セルビアをもこの帝国に属していた。しかし彼の版図の正確な境界は未だに現代の歴史家によって議論されているスヴァトプルクはまた半遊牧のハンガリー諸部族とブルガリア帝国の攻撃に耐えた 。しかし、彼は東フランク王国に対する戦いのときにおいてはハンガリー人を傭兵に雇った。880年に教皇ヨハネス8世が、大司教の聖メトディウスをその長とする独立した教区を大モラヴィアに設置した。また彼はドイツ人聖職者のヴィティニングをニトラの司教に任命した。894年のスヴァトプルク王の死後、その息子モイミール2世 (894年-906年?)とスヴァトプルク2世は、大モラヴィア王位とニトラ公位をそれぞれ継承した。ところが、彼らは帝国全体の支配を巡り争いを開始した。帝国は、東フランク王国との絶え間ない攻防戦とよるものと同様に国内の紛争によっても弱体化し、大モラヴィアは周辺の領域のほとんどを失うことになった。その頃、ハンガリー諸部族は、遊牧民のペチェネグ人からの攻撃に苦しんできたので、カルパチア山脈の東の版図を離れ、パンノニア平原を侵略し、896年ごろにはその領域を徐々に占領していった。ハンガリー諸部族の軍隊の進展は、当該地域の統治者がハンガリー諸部族の闘争に介入するために、彼らを傭兵に雇った地域の国々の間での戦争の継続によって、推進された 。モイミール2世とスヴァトプルク2世の両方ともおそらく、904年から907年の間のハンガリー諸部族との間の戦闘で死亡したと考えられる。理由は彼らの名は906年の文書史料には言及されていないからである。ブレザラウスプルク（Brezalauspurc　いまのブラチスラヴァ）近郊での三つの戦闘（ブラチスラヴァの戦い） (907年7月4–5日、8月9日)において、
ハンガリー人はバイエルン人軍を引き入れた。歴史家は伝統的にこの年を大モラヴィア帝国の崩壊と位置付ける。大モラヴィアは後世に今なお残る遺産を中央および東ヨーロッパに残した。グラゴル文字とその後継文字であるキリル文字は他のスラブ人諸国に伝播し、その文化的発展において新たな道を引いた。大モラヴィアの統治機構はハンガリー王国の統治機構の発展に影響を与えたかもしれない。

## ハンガリーとポーランドの統治

### 10世紀のハンガリー人の居住
895年から902年の間、ハンガリー人（マジャル人）は、徐々にパンノニア平原における権威を及ぼしていった。しかし、現在の史料の中には大モラヴィアが跡形もなく姿を消し、その住民が、後に現れたブルガール人、クロアチア人とハンガリー人の勝利の後に、彼らのためにモラヴィア人がいなくなったことに言及しているが、考古学調査と地名学では西カルパティア山脈の川の谷のスラブ人の集団との連続性を示唆している。地名学は以下のことを証明しているであろう。他にスラブ人とハンガリー人との混血した人々とスラブ語の山々の谷に住む人々が居住していた頃、半遊牧のハンガリー人が今日のスロバキアのある西パンノニア平原を席巻したことをである。10世紀の間、大モラヴィアに対しての文献の作成がなされ、考古学上の発見はまた大モラヴィアの身分の高い一族の生き残りについても言及しているらしい。他方、ハンガリー王国の初期の歴史の年代記は、ハンガリー人の指導者あるいは移民の後裔たる著名な高貴な王族を記録し、彼らは大モラヴィアとは一切結びつかない。
例えば、ホント・パーズマーニュ（Hont-Pázmány）部族について、現代の学者は彼らが大モラヴィアの起源の可能性があるとしているが、彼らは「ケーザイ・シモン」によって、神聖ローマ帝国のスワビア公国から王国に10世紀後期に到来したと記録されている。
現在のスロバキアの領土は、10世紀初期に徐々に発展しつつある国家（後のハンガリー王国）に統合されるようになった。『ハンガリー人の所業（w:Gesta Hungarorum ）』はハンガリー諸部族の指導者のフバが、ニトラ(Nyitra / Nitra) とジトヴァ(Zsitva / Žitava)周辺の支配を継受したと記しているが、その一方で『フン族とハンガリー人の所業（w:Gesta Hunnorum et Hungarorum）』 は、もう一つの指導者レヘルはガルゴック（Galgóc）、フロベック（Hlohovec）の周辺に居住するようになり、ハンガリー人のモラヴィア人に対する勝利ののち、彼はニトラ（Nyitra / Nitra）にとどまるようになった。現代の史家はまた北西パンノニアがハンガリー諸部族の一つによって占拠されたと主張している。899年から970年の間、ハンガリー人はしばしば現在のイタリアと東フランク王国、西フランク王国とヒスパニアおよびビザンツ帝国の土地への領域に対しての襲撃を実施した。このような活動は西へは955年のレヒ川でのレヒフェルトの戦いまで継続された。神聖ローマ皇帝オットー1世はハンガリー軍を壊滅させた。ビザンツ帝国への襲撃は970年に終焉した。
917年から、ハンガリー人は複数の領域に対する襲撃を同時に行っており、それが部族連合内の画一された指揮系統の崩壊を証明しているかもしれない。史料は連合内の少なくとも3つ最大5つの部族集団の存在を証明している。そして、それらのただ一つが、パンノニア平原西部を統治していたアールパード（後のハンガリー王国の最初の王朝の王）に直接指導されていた。

### 「王国の三分の一公国」あるいは「ニトラ公国」か?（11世紀）
のちのハンガリー王国の発展はガラム川（スロヴァキア語名フロン川）の西、現在のスロバキアの領土にまで版図を拡大したゲーザ公の治世（972年以前-997年）の間に始まった。彼は972年に洗礼を受けたものの、彼は確信してキリスト教徒になったわけではなかった。997年に後を継ぐ彼の息子イシュトヴァーン1世とは対照的にである。史家の中には、イシュトヴァーン1世は、バイエルン公女ギーゼラとの結婚の後に父から扶持としてニトラ公国を賜ったと主張している。ゲーザ大公が薨去したとき、アールパード朝の王族の一人で異教徒のコッパーニュが継承権を主張したが、イシュトヴァーンは妃ギーゼラのドイツ人の家来の支援によってこれを打倒した。スロバキア民謡の一つは「イシュトヴァーン王（Štefan kral）はビナの辺りではスロバキアの戦士の援けによって異教の敵を倒すことができたのだ」と歌っている。この勝利の後、イシュトヴァーンはローマ教皇シルウェステス2世 から王冠を受け、1000年か1001年に彼は初代ハンガリー国王イシュトヴァーン1世として戴冠した。
ハンガリー王国はかつての大モラヴィア王国の国家組織の要素を統合した。他方、歴史家たちはこのことに対して意見の一致をとるに至っていない。王国内の「統治の基礎単位 (vármegye)」の構成はブルガリア帝国やドイツ、モラヴィアなど外国のものを踏襲したのか、ハンガリー内部の刷新なのかは未だに議論されているのはその一例である。
イシュトヴァーン1世（在位1000/1001年-1038年）がハンガリー王国に設置した城県のうち、少なくとも8つの城県("vármegye")が現在のスロバキアの領土に含まれている。すなわち、アバウーイ（Abaúj / Abov）、ボルショド （Boršod）、エステルゴム、ホント（Hont）、コマールノ（コマーロム）、ニトラ、バルシュ（Bars / Tekov）およびゼンプレーン（Zemplén / Zemplín）はおそらく彼によって設置された。現在のスロバキアの領土の北部、北東部のほとんど人が住んでいなかった領域は王の私有林となった。
イシュトヴァーン1世はまた、複数の教区を王国内に設置した。11世紀には、現在のスロバキアの領土は、エステルゴム大司教区 (1000年ごろ設置)とその下のエゲル教区（1006年–1009年に設置）に分割されていた。

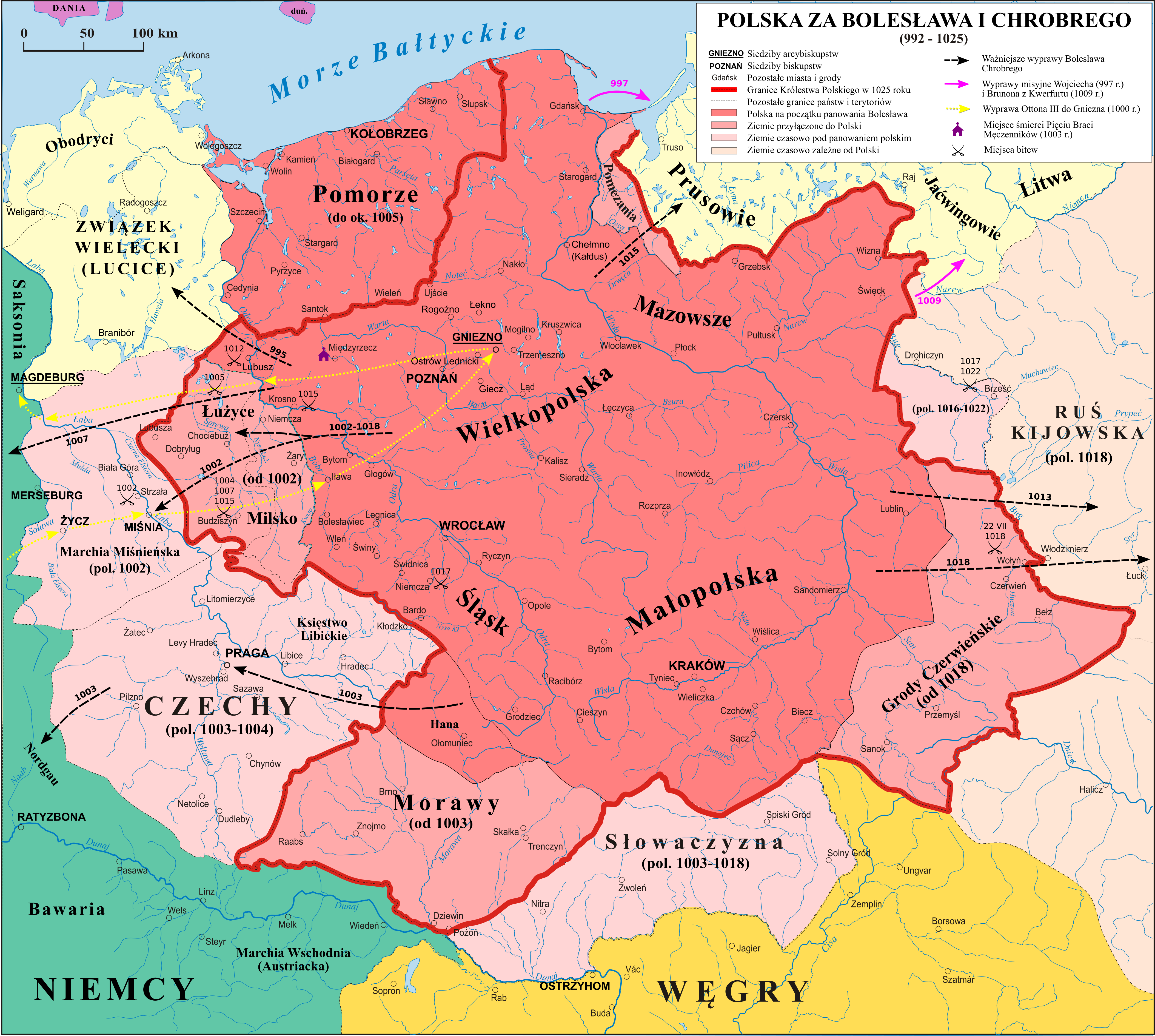
1003年のポーランドの一部としてのスロバキア

1003年頃か1015年頃、ポーランド王国のボレスワフ1世は、現在のスロバキアの領土である、モラヴァ川以東の土地を獲得した。しかしイシュトヴァーン1世は1018年にこれら領地を奪還した。
イシュトヴァーン1世が崩ずると、王国は王冠を巡る国内の紛争に巻き込まれた。神聖ローマ皇帝のハインリヒ3世もまた、闘争に介入した。1042年にハインリヒ3世は今日のスロバキアの一部であるフロン川（ハンガリー語名ガラム川）以東を獲得し、それらをイシュトヴァーン1世のいとこのベーラ1世に与えた。しかし皇帝の軍が撤退したのち、アバ・シャームエル王の軍がこれらを奪還した。
1048年に国王アンドラーシュ1世は「王国の三分の一 (Tercia pars regni)」 を彼の兄弟のベーラ公に譲渡した。公国の領域はニトラ（Nyitra / Nitra）とビハル （現在はルーマニア領。ルーマニア語ではビホル）を中心としていた。以後60年もの間、「王国の三分の一公国」はアールパード王家の王族（ゲーザ公（のちのハンガリー王ゲーザ1世）、ラースロー公（のちのハンガリー王ラースロー1世）、ランペルト公およびアールモシュ公）によって王国とは別個に統治されてきた。公は王の優位を容認したが彼らの中(ベーラ、ゲーザ、アールモシュ)には神聖ローマ帝国やボヘミア王国のような隣国の統治者と同盟と王冠を得るために、王に対して反乱を起こす者もいた。「王国の三分の一公国」の歴史は1107年に終わりを告げた。このとき「文人王」カールマーンが、弟であるアールモシュ公の聖地巡礼の留守に乗じて、その領地を占領した。アールモシュ公は王国に帰還した時に、神聖ローマ皇帝ハインリヒ5世の軍事的支援によって旧領の回復を図ったが、失敗し「現状（status quo）」が課せられ、三分の一公国の王領への併合による消滅が確定した。

### 城県と都市の発展（12 - 13世紀）
実弟の公国の占領後、カールマーンは3番目の司教区、ニトラ司教区を現在のスロバキアを設置（再設置）した。王国の領地の統治は11世紀から13世紀に徐々に発展してきた。新しい城県は、既存の城県の分割あるいはポジョニュ（Pozsony / Prešporok）城県、トレンチェーン（Trencsén / Trenčín）城県、ゲメル（Gömör-Kishont / Gemer）城県およびノーグラード（Nógrád / Novohrad）城県の北へとその版図を拡大した王国の中央の城県によって創設された。その間に王の私有林はゾーヨム（Zólyom / Zvolen）城県とシャーロシュ（Sáros / Šariš Castle）城県を取り巻く「森林城県」に組織された
（ポジョニュ城県の県都ポジョニュ市は1526年以降ハンガリー王国の首都であった）。ハンガリー王国の北部の植民はこの時期に継続された。この頃スラブ人、ハンガリー人、ドイツ人、ワロン人らがほとんど人のいない土地に居住した。現代の文書はモラヴィアとボヘミアから現在のスロバキアへの移住を記している。一方、北部や東部ではポーランド人やルーシ人が移住した。王の特権は、発展しつつある地方の貴族の家門の中にスラブ人を起源としている者がいたことを証明している。ドイツ人移民は13世紀前半までに複数の都市（例：クラピナ、オーバルシュ（Óbars / Starý Tekov）およびバンスカー・シュチャヴニツァ）に移住した。セペシュ（Szepes / Spiš）地域の移民は元々ハンガリー人、スラブ人（ポーランド人など）に発祥し、1240年からワロン人が到来し、ドイツ人がそれらと一緒になった。現在のスロバキアの領土は金、銀、銅、鉄および塩という鉱物が豊富であり、鉱業が次第に発展していった。
鉱業と商業の発展は幾つかの集落の地位を強化し、それらは王から特権を賜ることになった。最初の都市特権は現在のスロバキアのトルナヴァ（ナジソンバト、1238年）、オーバルシュ（Óbars / Starý Tekov（1240年））とシェルメツバーニャ（Selmecbánya / Banská Štiavnica（1241年か1242年））に授与された（ハンガリーで最も古い大学の1つである、現在ブダペストにあるエトヴェシュ・ロラーンド大学は1635年にナジソンバト市に設立された）。特権都市の住民は主にドイツ人の植民都市を起源としていたが、ハンガリー人とスラブ人市民もまた居住していた。現在のスロバキアの幾つかの都市(例：ブラチスラヴァ、ペジノク) のユダヤ人の存在は、少なくとも13世紀から記録されている。ユダヤ人の特別な地位は1251年のベーラ4世の憲章に確認されている。しかし地方の教会会議の決定は彼らの活動を制限した（例：任官および土地所有の禁止）。ニトラのイスラム教徒はまた同様の制限に直面しなければならなかった。彼らは13世紀の終わりには姿を消した（おそらくキリスト教に改宗した）。

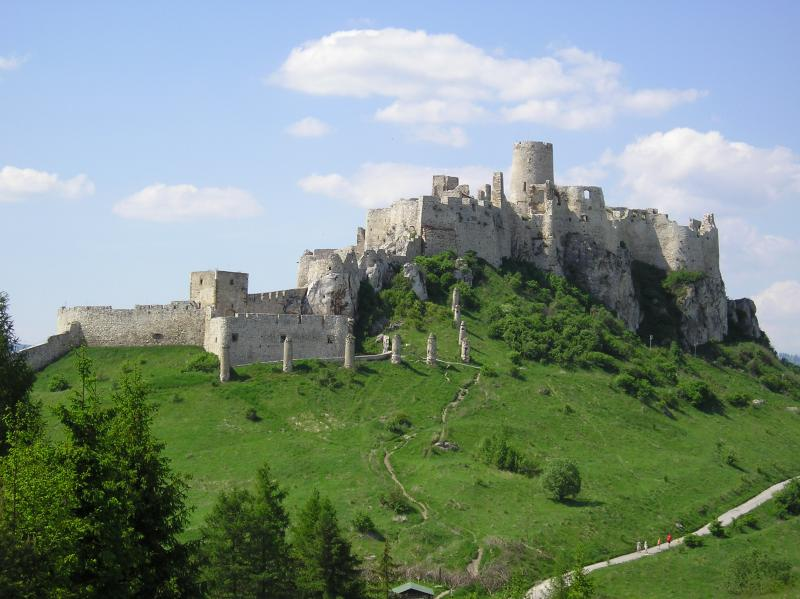
モンゴル帝国の侵略は、セペシュ城のような強固な城塞の建造をもたらした。

1241年に、モンゴル帝国は王国の北西部を侵略し（オロモウツの戦い）、幾つかの要塞は攻撃に抵抗した（例：トレンチーン、ニトラ、フィラコヴォ）。1242年のモンゴル軍の撤退の後、複数の城（例：コマーロム、ベコフおよびズヴォレン）が、ベーラ4世の勅令で建築あるいは強化された。また、彼は複数の都市（例：クラピナ（1244年）、ニトラ（1248年）、バンスカー・ビストリツァ（1255年）およびゲルニツァ（1270年））に対しての都市特権の授与政策を継続した。彼の治世の間、新しいドイツ人 移民がスピシュ（セペシュヴァール / Spiš（ドイツ語: Zips））に移住し、1271年にイシュトヴァーン5世によって都市特権を授与された。13世紀最後の十年間は、王室と貴族の複数の集団内部の不和によって特徴づけられる。王権の弱体化と幾つかの有力貴族の勃興は、統治機構の変化をもたらした。王の統治の基礎単位であった城県（"royal counties"）は次第に地方貴族の自治的な統治単位（"noble counties"）に変化していった。しかし、地方貴族は、寡頭制の登場を止めることはできなかった。

### 少数支配の時代 - 1290年-1321年

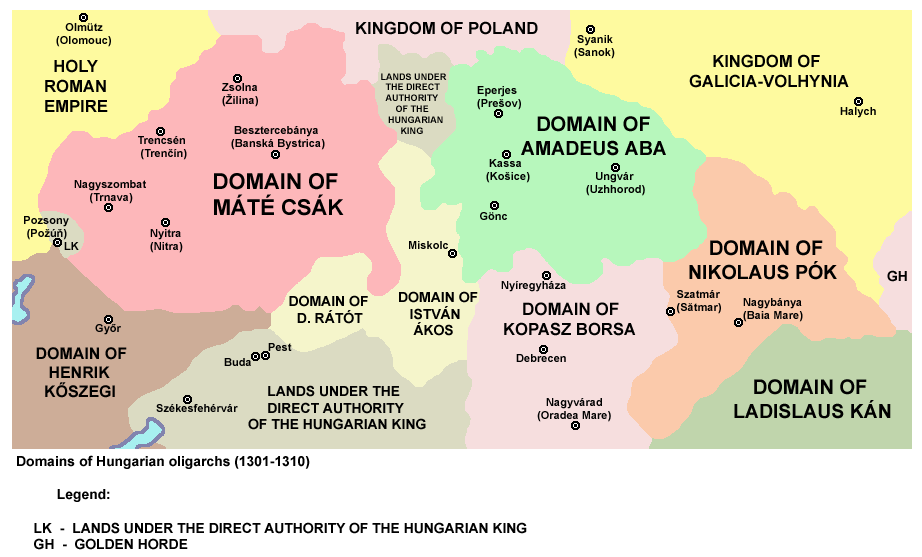
Máté Csákとアバ・アマデーが統治する地域

王国へのモンゴルの侵略ののち、領主たちの間で競争が始まった。彼らのそれぞれが、王の許可を受けてあるいは受けずに城塞の建築に努めた。競争は、貴族間の分化の過程を開始させた。城を造営できるほどの貴族は隣の領主に影響を及ぼすことができるからである。王族間の紛争はまた貴族（彼らは時に、王から城県の全域を授かった）の権力を強化させ、王国に1290年代に有力な貴族たちによって統治される8つの広大な領邦を形成させる結果となった。現在のスロバキアでは、城のほとんどは二つのハンガリー人有力貴族（アバ・アマデー）とチャーク・マーテー）とその後継者が所有していた（ハンガリー人は姓を先に表記するので、それぞれアバとチャークが姓である）。1301年のアールパード王朝の滅亡ののち、彼らの両方が王権のもとの一つに従うふりをした。しかし実際は、彼らはその領地を独自に統治していた。アバ・アマデーは、ゲンツを本拠に、現在のスロバキア東部を統治していた。彼は、1311年カッシャ城（Kassa / Košice）の南門にてハンガリー・アンジュー朝のカーロイ・ローベルト（のちのカーロイ1世）の刺客によって殺された。チャーク・マーテーは、トレンチェーンを本拠にした、現在のスロバキア西部の事実上の統治者であった。彼はカッシャで殺害されたアバ・アマデーの息子と同盟した。しかしカーロイ1世は、反対派に対しての王位の具備を統御し、軍事的支援を都市と国王軍に与え、彼を1312年のBattle of Rozgony / Rozhanovce にて打倒した。しかし、北西部の城県は1321年に彼が死ぬ時まで残った。このときに、国王軍は抵抗なき彼のかつての居城を占領した。ポジョニュ（Pozsony / Požoň）城県は、1301年から1328年のカーロイ1世の再占領まで、事実上、オーストリア公によって統治されていた。

### 中世末期（14-15世紀）
20年の長い機関の反対派と領主貴族（オルガルヒ）に対する闘争ののち、カーロイ1世は王国の中央の権力を強化した。彼は商業的合意（ヴィシェグラード合意）をボヘミア王ヨハン・フォン・ルクセンブルク と、ポーランド王カジミェシュ3世と1335年に妥結した。これはカッシャ（Kassa / Košice）からクラクフおよび ジョルナ（ジリナ）からブルノへの商業ルートにおける交易を発展させるものであった。王はセペシュ（Szepes / Spiš）の24の"ザクセン人" の都市の特権の確認し、エペルイェシュ（Eperjes / Prešov）の特別な権利を強化し、ソモルノク（Szomolnok / Smolník）に特権を授与した。現在のスロバキアの都市は既にドイツ人市民によって支配されていた。ところが、「w:Privilegium pro Slavis（スラブ人への特権、1381年）」は富裕な都市の「建国」を特に認証している。 国王ラヨシュ1世 はスラブ人にジョルナ（Zsolna / Žilina）の自治評議会議席の半分を与えた。都市の多く（例：バンスカー・ビストリツァ、ブラチスラヴァ、コシツェ、クレムニツァおよびトルナヴァ）は「自由都市（liberæ regiæ civitates） 」として認められ、それら諸都市は1441年の身分制議会に議員を派遣する権利を与えられた。
14世紀の最初の半世紀は、かつての「森林城県」の地域の人口は増加し、その領域は、現在のスロバキア北部にあるアールヴァ（Árva / Orava）リプトー（Liptó / Liptov）、トゥローツ（Turóc / Turiec）、ジョーヨム（Zólyom / Zvolen）のような新しい城県を形成した。セペシュ（Szepes / Spiš）地域では、住民の幾つかの構成者が特権を賜った。24のザクセン人の都市は自律的な城県を形成し、セペシュ城県（Szepes / Spiš）の独立と10のランスを有する貴族たち（"nobles with ten lances"）は特に自律的な行政単位「席（セーク）」(szék)を組織した。1412年に神聖ローマ皇帝ジギスムントは13のザクセン人都市をポーランド王ヴワディスワフ2世に与えた。そのため事実上、これら都市は1769年までポーランドに属していた。
1320年代から、現在のスロバキアのほとんどの土地は王が所有していたが、聖職者と貴族（ドルゲト家（Drugeth）、セントジェルジ家（Szentgyörgyi）および セーチェーニ家（Szécsényi）など）もまた領土内に財産を保有していた。1385年の12月、ジギスムント帝、のちの「ハンガリー王ジグモンド」はその時ハンガリーのマーリア女王の王配であったが、現在のスロバキアの領土であるヴァーグ川（スロヴァキア語名ヴァーハ）以西をいとこのヨープストとモラヴィア公プロコプに差し出した。前者は彼の領土を1389年まで保有し、後者は1405年まで領地のいくらかの統治を維持することができた。
ジグモンド王（在位1387年–1437年）は、その治世において広大な領地を彼の後継者 (ツィッレイ家の一族、 ロズゴニ家と ペレーニ 家など) に与えた。彼の宰相の一人であったポーランドの シュティボリチ・シュティボル（ポーランド語：Ścibor ze Ściborzyc）は、ヴァーフ川周辺に10の城を持っていることから、自分自身を「ヴァーフ全域の王」と称していた。アルベルト1世 の崩御（1439年）ののち、王位を巡って後継者間で内戦が勃発した。エルジェーベト王太后は、現在のスロバキアの複数の都市（クレムニツァ、レーチェおよび バールトファ）を占拠したヤン・イスクラ率いるチェコ人傭兵を雇い、1462年にヤンがマーチャーシュ1世王に降伏するまで、そのほとんどを維持した。

## ハプスブルク帝国とオスマン帝国の統治

### モハーチの戦い以降

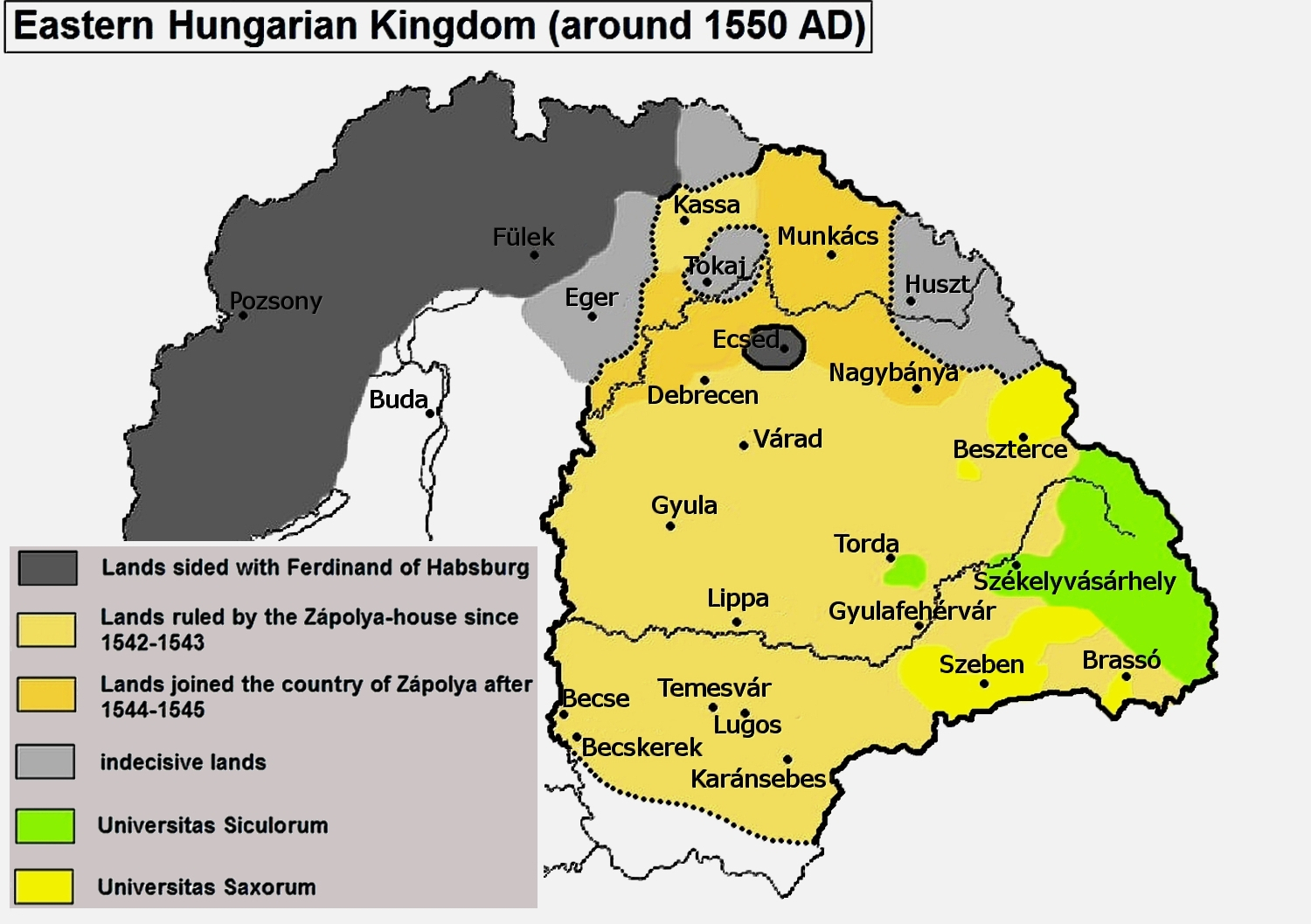
1550年頃の王領ハンガリーと東ハンガリー王国。灰色の部分が王領ハンガリーであり、現在のスロバキアの大半（ブラチスラヴァも含む）も含まれている。

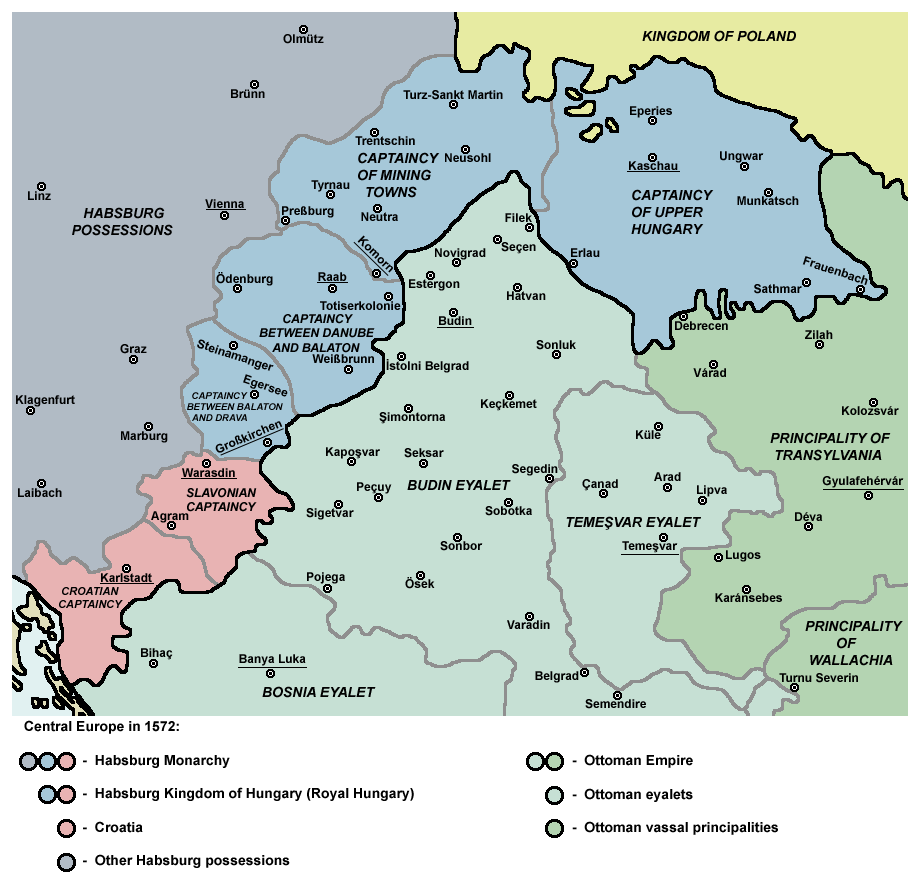
1572年頃の中央ヨーロッパ。紫の地域がハプスブルク帝国、青の地域が王領ハンガリー、ピンクの地域がクロアチア。水色の地域がオスマン帝国、薄緑地域がオスマン帝国宗主下の公国。

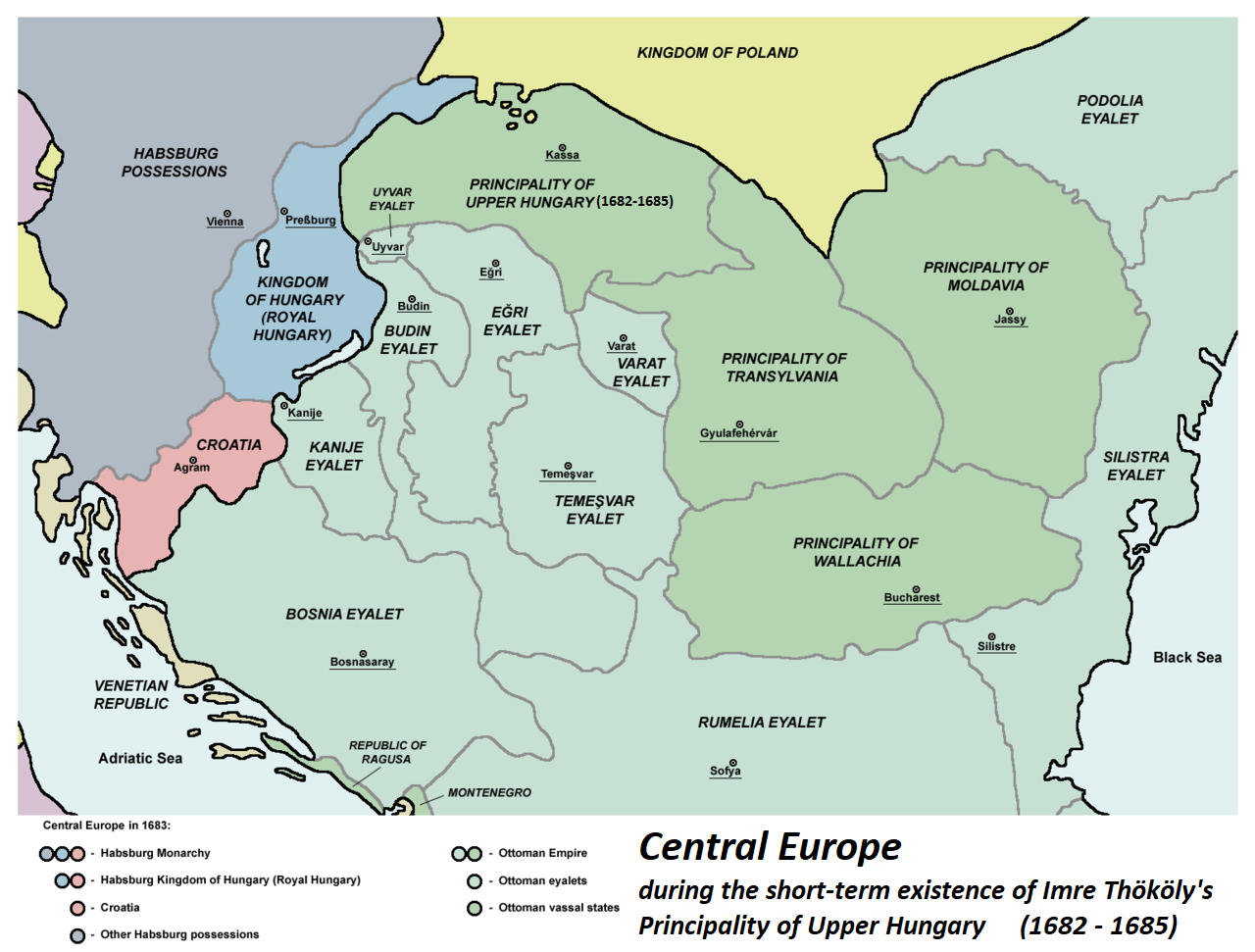
1683年頃の中央ヨーロッパ。紫の地域がハプスブルク帝国、青の地域が王領ハンガリー、ピンクの地域がクロアチア。水色の地域がオスマン帝国、薄緑地域がオスマン帝国宗主下の公国。

1526年のモハーチの戦いののち、スレイマン1世率いるオスマン帝国はかつてのハンガリー王国の中央部を征服し、複数のオスマン帝国の属州をそこに設置した（ブディン・エヤレト、エーリ・エヤレト、ウイヴァル・エヤレト参照）。トランシルヴァニアはオスマン帝国宗主下のトランシルヴァニア公国（東ハンガリー王国）になり、ここに1601年から1711年の期間のハンガリー貴族に率いられた反ハプスブルクの叛乱の拠点が誕生した。かつてのハンガリー帝国の残り、そこには現在のスロバキアの領土（ただし南中央部は除く）の大半、現在のハンガリー北部、北部クロアチアおよび現在のブルゲンラントはオスマン帝国の征服に抵抗し、すぐにハプスブルク帝国の属州となった。ハンガリー王国と知られるように（ハンガリー王冠領）して残された。しかし現代の歴史家は、これを「王領ハンガリー」と呼び、専らトランシルヴァニア公国を正当なハンガリーの継承国家と見なしている。
オーストリア大公のフェルディナーンド1世がハンガリー王に選ばれた。1541年のオスマン帝国のブダの征服以後は、ポジョニュ（ドイツ語名プレスブルク、スロヴァキア語名プレシュポロク、現在はスロヴァキア共和国のブラチスラヴァ）が1536年から1784年もしくは1848年の期間、ハプスブルク朝ハンガリー王国の首都、戴冠式開催都市となった。1526年から1830年までハプスブルクの19人の君主はハンガリー国王として戴冠式を聖マールトン大聖堂（聖マルティナ大聖堂）で執り行った。
オスマン帝国の侵略につれて、ハンガリー王によって統治されていたかつての領地が、ほぼ2世紀の間に、主要なトルコ戦争の舞台となった。この地域は、オスマン帝国の拡大に対する、ハプスブルク帝国の防衛（さらにヨーロッパの他の地域の防衛）のための役割を大いに担わされた。領地は住民の血と財で賄われたのではなく、金や銀といった天然資源の実質全ての喪失によって賄われた。それは風土病との代償の高くつく困難な戦いにも費やされるようになった。加えて、幾つかの地域での二重徴税が常態化し、地方の都市の減少した人々の生活水準をさらに悪化させた。
オスマン帝国の統治の間、現在のスロバキアの領土の一部はブディン・エヤレト、エーリ・エヤレト、ウイヴァル・エヤレトとして知られる属州に含まれた。現在のスロバキアにあるウイヴァル（ノヴェー・ザームキ）に、ウイヴァル・エヤレトの統治の中心があった。17世紀の二番目の半世紀に、オスマン帝国の勢力はハプスブルク朝ハンガリーの東部に広がり、テケリ・イムレが率いるオスマン帝国の宗主下のトランシルヴァニア公国が創設された。
1686年のブダ（のちのブダペスト）からのオスマン帝国の撤退以後、同市がハプスブルク朝ハンガリー王国の首都となった。ハンガリー王国、ハプスブルク帝国およびオスマン帝国の下での数世紀のわたる生活にもかかわらず、スロバキアの人々は独自の言語と文化を維持しつつ継承した。

### スロバキア民族主義運動

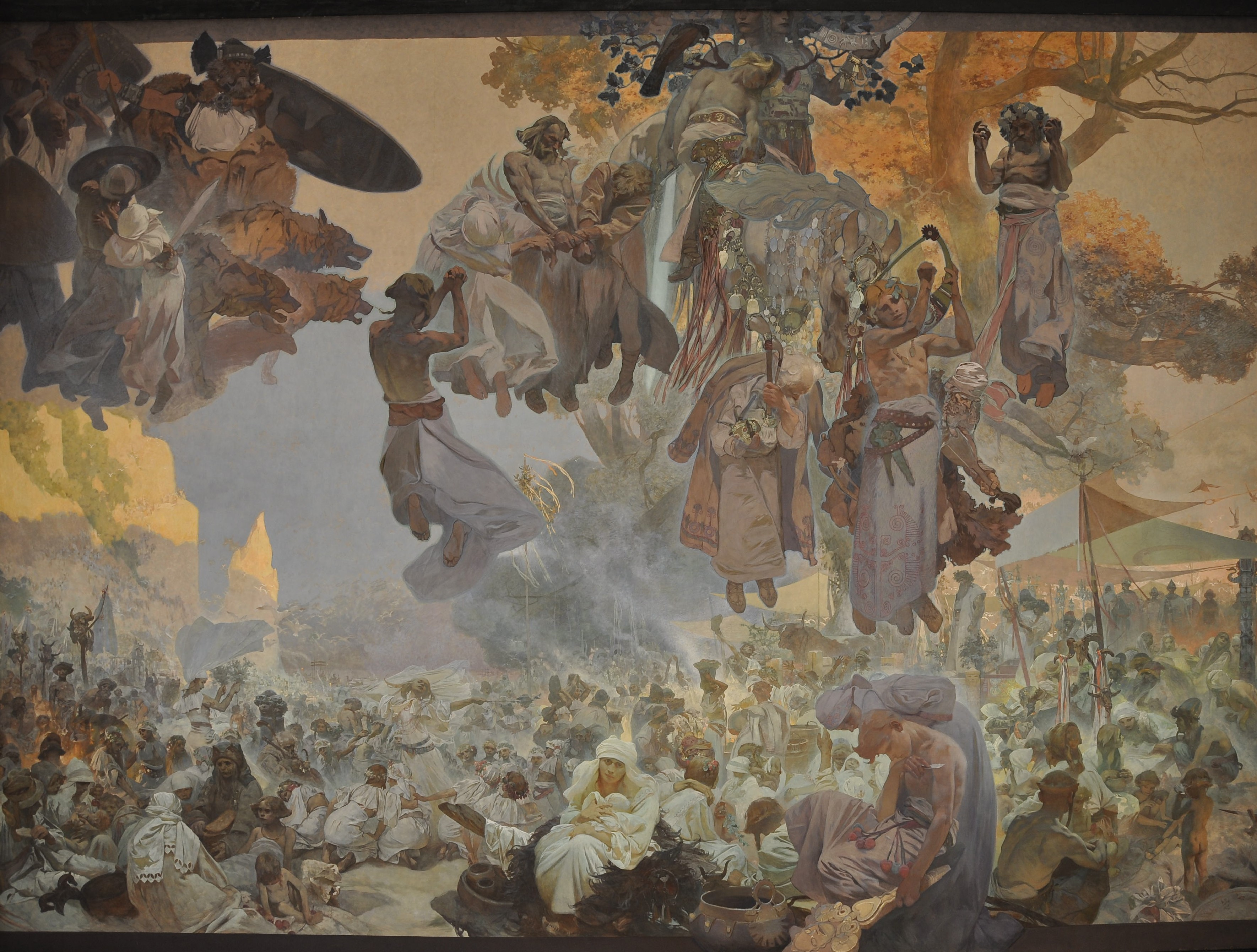
モラヴィアの画家、アルフォンス・ミュシャ『スラヴ叙事詩』の1枚(1912)。本作が製作された時期にはスラヴ民族は複数の中小国家を得ることなり、汎スラヴ主義は時代遅れとなっていた。

18世紀の間、スロバキアの民族運動が出現したが、それは部分的にスロバキアの人々の間の国民意識の感覚の育成の目的とともに、広範な汎スラヴ主義により引き起こされたものであった。主にスロバキアの宗教指導によって進められつつ、この運動は19世紀の間に発展していった。同時に、この運動はカトリック路線と別れ、幾つかのグループはありふれた戦略から言語学に至る全てのことについて異なる見方を有していた。特に、1867年以後ハンガリー人の統制が厳格に残され、運動はハンガリー化政策によって制約された。
1780年代のアントン・ベルノラークによる、スロバキア言語の最初の辞書は、西部スロバキアの方言を基にしている。それは主にカトリックの知識人によってナジソンバトの中心とともにサポートされた。ルター派の知識人はチェコ語のスロバキア語に訳された形態の使用を継続した。とくにヤーン・コラールとパヴェル・ヨゼフ・シャファーリクPavel Jozef Šafárikは全スラブ民族の連合を強調する汎スラブ主義のコンセプトの支持者であった。彼らは単一国家を構成しているチェコ人とスロバキア人のことを考え、どちらの言語にも近い言語を作り出そうとした。
1840年代、リュドヴィート・シュトゥールが中央スロバキア由来の方言を基にした言語を発展させたため、プロテスタントは分裂した。彼の後継者はスロバキアのアイデンティティと言語の独自性を分離した。シュトゥールのまとめた言語は、複数の変更ののち、1847年にカトリックとルター派に承認された。それは公式なスロバキア語として今に残る。

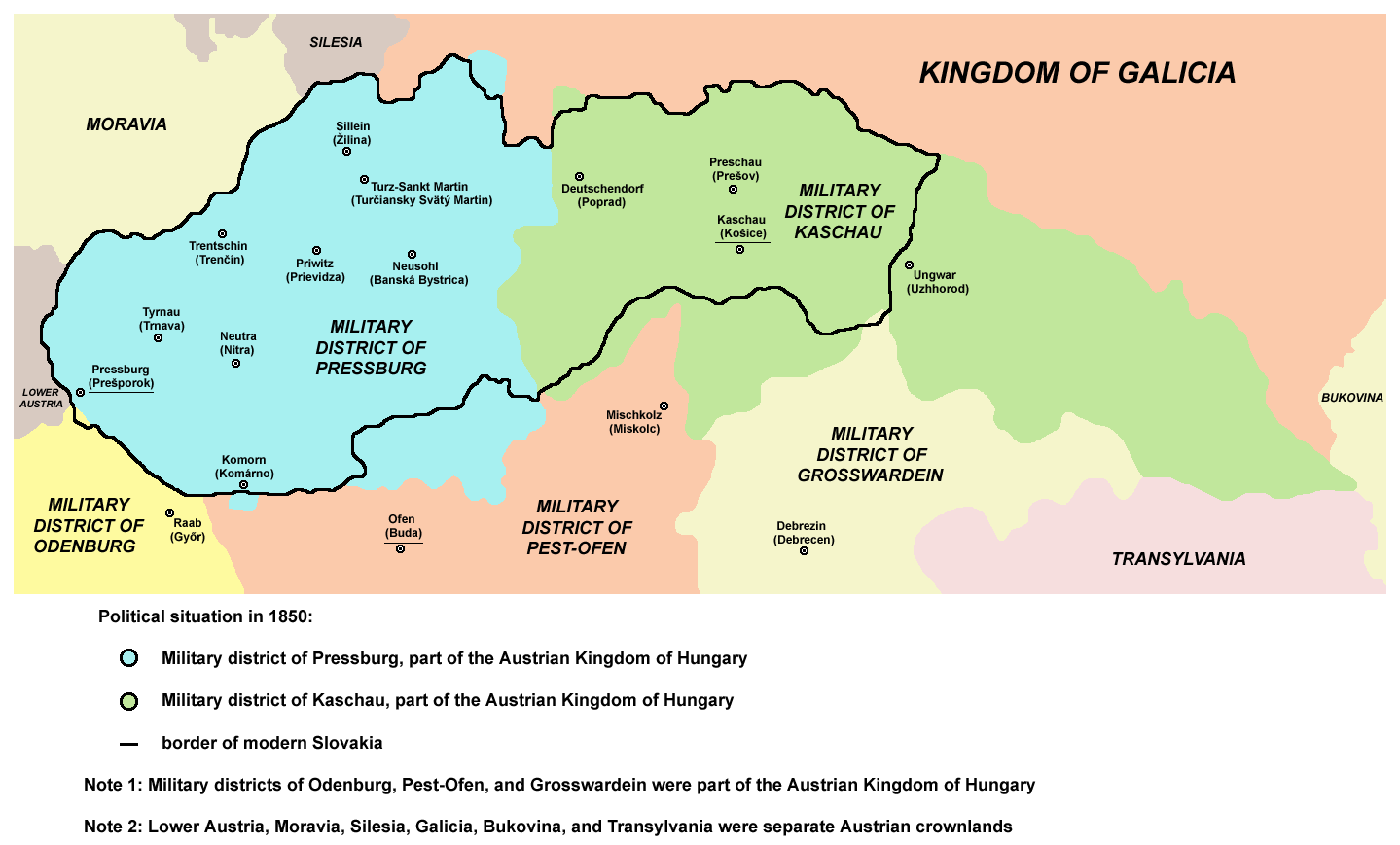
1850年のハプスブルク朝ハンガリーの北部の地図。現在のスロバキアの領土を中心を管轄した軍区が示されている。

1848年のハンガリー革命において、スロバキア民族主義の指導者らは、オーストリア帝国内部のハンガリー王国からの分離を推進するために、オーストリア側についた。スロバキア国民会議は、ハンガリー革命政府（オーストリアにとっては反政府組織）に対するオーストリアの軍事遠征に対して支援の用意さえした。1848年の9月には、占領された領域において、短命な行政府を組織した。ところが、スロバキア軍はのちにウィーン宮廷によって解散させられた。他方で、現在のスロバキアの領土の、数多のスロバキア人らによる、義勇軍の幾つかはハンガリー軍と戦った。ハンガリー革命の打倒後は、ハンガリーの政治的エリートはオーストリア当局に虐げられ、革命の参加者の多くは処刑、投獄あるいは強制移住された。1850年ハンガリー王国の5つの軍区と属州への分割によって、それらの二つは現在のスロバキアの領土に行政上の中心を有していた。すなわちポジョニュ管区とカッシャ管区である。
オーストリア当局は両州を1860年に廃止した。スロバキアの政治的エリートは民族の目標へ推進するために、ウィーン宮廷の新絶対主義の時代と伝統的なハンガリーのエリートの弱みを利用した。
トゥルツ＝ザンクト＝マルティン（マルチン / トゥーローツセントマールトン）はマチツァ・スロベンスカー全国文化協会（1863年）、スロバキア国立美術館およびスロバキア国民党（1871年）の設立によってスロバキアの民族主義運動の第一の中心となった。

#### オーストリア・ハンガリー二重帝国成立以降
運動の高まりは、1867年に突然終わりを迎えた。この年、中央ヨーロッパのハプスブルク家領は、オーストリアとハンガリーの妥協の結果として、オーストリア帝国とハンガリー王国の二重帝国へと憲法を改正した（アウスグライヒ）。現在のスロバキアの領土は、汎スラブ主義、分離主義および「1848年のハンガリー革命に対する態度」などがもとで、スロバキア人エリートに不信感を持つハンガリー人の政治エリートによって二重帝国のハンガリー王国に組み入れられた。Maticaは汎スラブ主義的分離主義で取り締まられ、1875年には当局によって解散させられた。また他のスロバキアの団体（学派も含む）も解散させられた。
民族的および政治的な営みの兆しは19世紀の終わりに現れた。スロバキアは戦いにおいて、ともにしてきた対象と同盟を結ぶことが必要であることを知ったのである。この認識の一つの結果、すなわち1895年にブダペストで開催された「ハンガリー王国被抑圧人民会議」は政府を警告した。スロバキア民族の戦いにおいて、スロバキア民族はチェコ人から多くの支援を受けてきた。1896年、チェコ・スロバキア相互同盟が、「チェコスロバキアの協力関係」の強化とスロバキアのハンガリー王国からの離脱の支援のために、プラハで結成された。20世紀の初頭、政治的および社会的な営みの民主化の伸長は君主制を圧倒する脅威となった。普通選挙のための呼びかけは主要なスローガンとなった。ハンガリー王国において、住民の5%のみが投票できた。スロバキア人は、代表民主制に向かう時代の潮流において、民族の抑圧の緩和と新たな政治活動へ突破口を見出した。
20世紀の初頭のスロバキアの政治的拠点は異なった党派に散らばった。スロバキア国民党の指導者はマルチンを拠点にし、スロバキアの恩恵のなる国際情勢の変化を期待した。また彼らは大きなstoreをロシア帝国によって置かれていた。アンドレイ・フリンカ神父に率いられた、スロバキアの政治家の、カトリックの党派はスロバキアの公衆の中の少数の活動家に、戦争前に焦点を絞りスロバキア人民党と名づけた政治団体を結成した。雑誌『声 （Hlas）』周辺の 自由主義的なインテリは同様の政治的な路線を追随したが、「チェコスロバキア協力関係」に対する重要性に一層、接続した。独立のスロバキア社会民主党は1905年に出現した。

フランツ・フェルディナント大公によって計画されたオーストリア・ハンガリー連邦の地図。スロバキアは連邦を構成する一つの州として示されている。

スロバキア人は幾つかの結果を達成した。それらの中で最大のものは1906年の選挙によって起きた。このとき、民族弾圧は継続されていたにもかかわらず、7人のスロバキア人が議会の議席を獲得した。この成功は政府を警戒させ、スロバキア人が抑圧的政策だと認識する事柄が増加した。ハンガリー化政策は、アポニ・アルベルト伯爵に因んだ「アポニ法」として知られる「新教育法」によって頂点を迎えていた。この新しい法律はハンガリー語教育を、内容の一つとして明文化しており、義務教育の骨格において、私立の4年制の初等学校のカリキュラムにおいても含まれなければならなかった。これは私立学校が国家の補助を受けるための条件でもあった。15人のスロバキア人がロージャヘジュ近郊のチェルノヴァ（チェルノヴァー）（Černová / Csernova (チェルノヴァの悲劇参照)）の新しい教会の献堂式の場での暴動で殺害されたときに、民族間の緊張は高まった。地域住民は新しい教会の献堂式を、人気のあった聖職者で民族主義的政治家アンドレイ・フリンカが執り行うことを願った。しかし、パルヴィー司教はカノン法に拠り、スロバキア系カノン法学者であるアントン・クリムスキーとの接続と指名を拒否した。彼は、かつて奉仕のためのロージャヘジュの小教区司祭であった。全員がスロバキア系である地方憲兵は、憲兵に護衛された司祭の車両を攻撃した400人の暴徒の群衆の中で、15人の抗議者を射殺した。これら全ては、スロバキアのハンガリー支配からの離反と抵抗に付け加えられ、事件はオーストリア・ハンガリー二重帝国に反対するプロパガンダ・キャンペーンのトピックとなった。
第一次世界大戦以前、スロバキアの自治の理想は、スロバキアのジャーナリストで政治家のミラン・ホッジャの支援を伴った、フランツ・フェルディナント大公の王国の連邦化計画となった。この最後の、スロバキアとオーストリア・ハンガリー帝国を結びつける現実的な試みは、フェレンツ・フェルディナーンド（フランツ・フェルデォナント）大公の暗殺（サラエボ事件）によって水泡に帰した。

## チェコスロバキア

### チェコスロバキアの形成

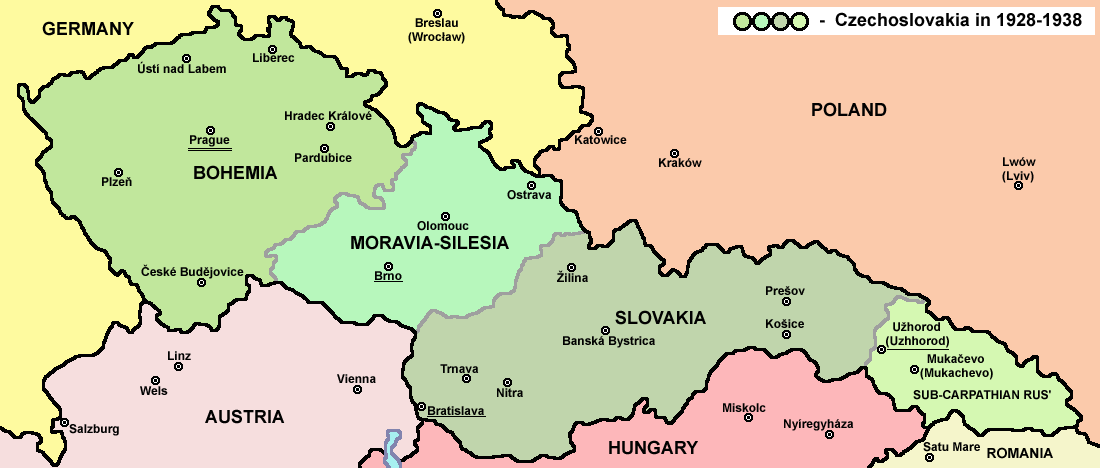
1928年のチェコスロバキア

#### 第一次世界大戦
第一次世界大戦勃発後、スロバキア人は二重帝国から離脱し、チェコ人とともに独立共和国を創設することを具現化させることとなった。その決定は国外のスロバキア人から起こった。アメリカ合衆国のスロバキア人、特に大きなグループは、大規模な組織を結成した。これらとロシア帝国や他の中立国の組織はチェコスロバキア共和国の構想を持ち帰った。スロバキア人はこれらの運動を支援した。
当時、最も重要なスロバキアの代表者でスロバキア系フランス人の組織のミラン・シュテファーニクはフランスの将軍として軍務についており、パリを拠点にチェコスロバキア国民評議会の代表者を指導していた。本国での全ての政治的集団の代表者を含む政治的代表は、当初はやや躊躇したものの、 マサリク、ベネシュとシュテファーニクの活動を支援した。
戦争の間、ハンガリー当局はスロバキア人への弾圧を倍増させた、スロバキア地域の住民の間の民族主義運動は阻まれた。厳しい検閲にもかかわらず、チェコスロバキア国家建設に対する海外の運動の報道はスロバキアにもたらされた。
第一次世界大戦の間、オーストリア・ハンガリー二重帝国の中のチェコとスロバキアと他の民族主義集団は海外のチェコ人、スロバキア人から独立国家のための運動に多くの支援を得た。戦争の最後の不穏な年、散発的な抗議活動がスロバキアで起きた。1918年5月1日にリプトフスキー・ミクラーシュにて、政治家によって秘密集会が開催された。

#### オーストリア・ハンガリー二重帝国崩壊
大戦の末期に、オーストリア・ハンガリー二重帝国は崩壊した。プラハの国民評議会10月28日にチェコスロバキア独立共和国を布告し、2日後にMartinのスロバキア国民評議会はプラハでの布告に加盟した。新しい共和国はチェコ国（ボヘミア、モラビアとシレジアの一部を含む）とスロバキアとカルパト・ウクライナを含んでいた。新国家は議会制民主主義を採用し首都はプラハであった。
1919年の5月から6月のハンガリー赤軍の反撃の結果、チェコ軍は今のスロバキアの中央から東部から退却し、そこにはプレショフを首都にスロバキア・ソビエト共和国という短命な傀儡国家が設立された。しかし、ハンガリー軍は攻撃を停止し、のちに三国協商の外交的介入で部隊は撤退させられた。1920年に調印されたトリアノン条約によって、パリ講和会議はチェコスロバキアの南の国境を戦略的経済的な理由によってスロバキアとハンガリーの言語境界よりもっと南に設定した。これにより、全てあるいはほとんどのハンガリー系住民地域はチェコスロバキアに含まれた。1910年の国勢調査によれば、ハンガリーの官僚によって調査されてきた
、現在のスロバキア領土の人口は2,914,143人で1,688,413人(57.9%)がスロバキア語話者であり、881,320人(30.2%)がハンガリー語話者であり、198,405人(6.8%) がドイツ語話者であり、103,387人(3.5%)がルテニア、ウクライナ語話者で42,618人(1.6%)がその他の話者であった。
加えて、カルパト・ウクライナ、当時チェコスロバキアに含まれた、地域は1910年のハンガリー政府による国勢調査では人口は605,942人であり330,010 (54.5%)がルテニア、ウクライナ語話者であり、185,433人(30.6%)がハンガリー語話者であり、64,257人(10.6%)がドイツ語話者であり 11,668人(1.9%)がルーマニア語話者であり、6,346人(1%)がスロバキア語（チェコ語も含む）話者であり8,228 (1.4%)がその他の話者である。1930年のチェコスロバキアの国勢調査ではスロバキアの人口は3,254,189人であり、 2,224,982人 (68.4%)がスロバキア人であり、585,434人(17.6%)がハンガリー人であり、154,821人(4.5%)がドイツ人であり、120,926人(3.7%)人がチェコ人であり、95,359人(2.8%)がルテニア、ウクライナ人であり、72,666人(3%)がその他であった。

#### チェコスロバキア建国後
チェコスロバキア国家においてチェコの後塵を拝していたスロバキアは隣りのチェコとは多くの重要な方面で異なっていた。スロバキアはチェコよりも農業地域である一方で工業化は進んでおらず、チェコ人が宗教を信奉する可能性がそれほどなかったが、スロバキア人の多くがローマ・カトリック教会信徒であった。スロバキア人は総じてチェコより自治による教育や経験がなかった。これら不均衡は、プラハの中央集権的な政府の統制によってなされ、新国家建設とともに、スロバキア人の間に不満を作り出すことになる。
チェコスロバキアは、中東欧の中で1918年から1938年まで議会制民主主義を維持したが、この政体は軍事的な問題に直面し続け、それら問題のほとんどは国内のドイツ人と関係している。新しいスロバキアの知識人の多数はスロバキアの自治を求めた。自治への運動は1920年からそれが最高潮に達する1939年まで徐々に築かれていった。
両大戦間期、チェコスロバキア政府は、スロバキアの工業化を試みた。これらの試みは、部分的には1930年代の世界恐慌のため、成功を収めなかった。チェコ人による経済的・政治的支配に対するスロバキア人の怒りは、第一共和国への不満の、そして独立への支持を増加させた。スロバキア人の多くは、チェコとスロバキアの平等と、大幅な自治を求めるアンドレイ・フリンカやヨゼフ・ティソに加わった。

### スロバキアの自治に向けて（1938年-1939年）

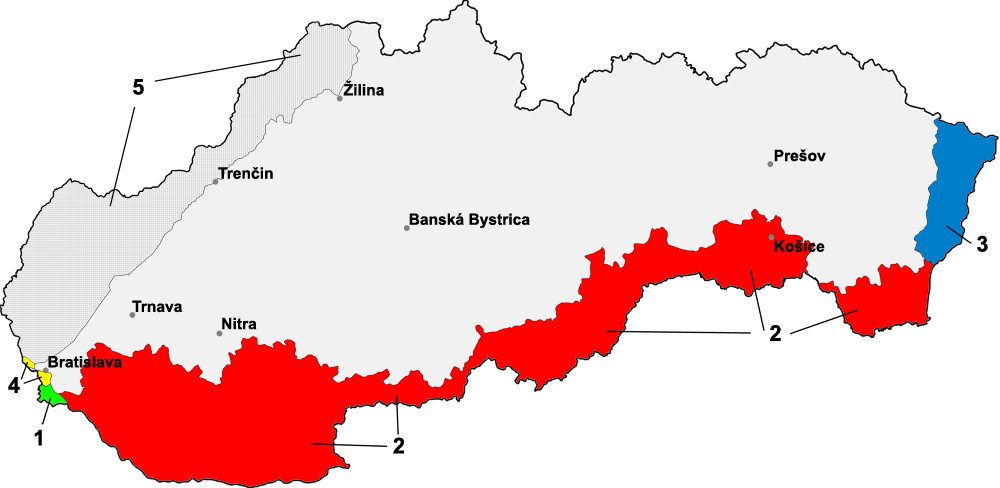
ウィーン裁定によるスロバキアの領土の喪失。

1938年9月、フランス、イタリア、イギリスとナチス・ドイツはミュンヘン会議で「ミュンヘン協定」を決定し、それによってチェコスロバキアはズデーデン地域として知られるドイツ人居住地域をドイツに割譲した。11月第1次ウィーン裁定によってイタリアとドイツはチェコスロバキア（のちのスロバキア）に南部スロバキアの主にハンガリー人が居住している地域をハンガリーに割譲するように強制した。10月にドイツがチェコとスロバキアの指導者へなされた「領土的要求はズデーデンだけ」という公式な宣言にもかかわらず実行された。
1939年3月14日、スロバキアは独立を宣言し、外交と徐々に内政もナチス・ドイツの影響下に入ることになる中欧の名目上の独立国になった。ヨゼフ・ティソは首相にのちに大統領になった。
3月15日、ナチス・ドイツはミュンヘン協定以降に残っていたボヘミア、モラビアとシレジアに侵攻した。ドイツ人はこの地域にベーメン・メーレン保護領として知られる保護領を設立した。同日に、カルパト・ウクライナは「カルパト・ウクライナ」として独立を宣言した。しかしハンガリーがすぐに侵攻しカルパト・ウクライナ共和国を併合した。3月23日には、ハンガリーは今のスロバキア東部の領土とされる地域を占領した。これはスロバキア・ハンガリー戦争を引き起こした。

## 第二次世界大戦

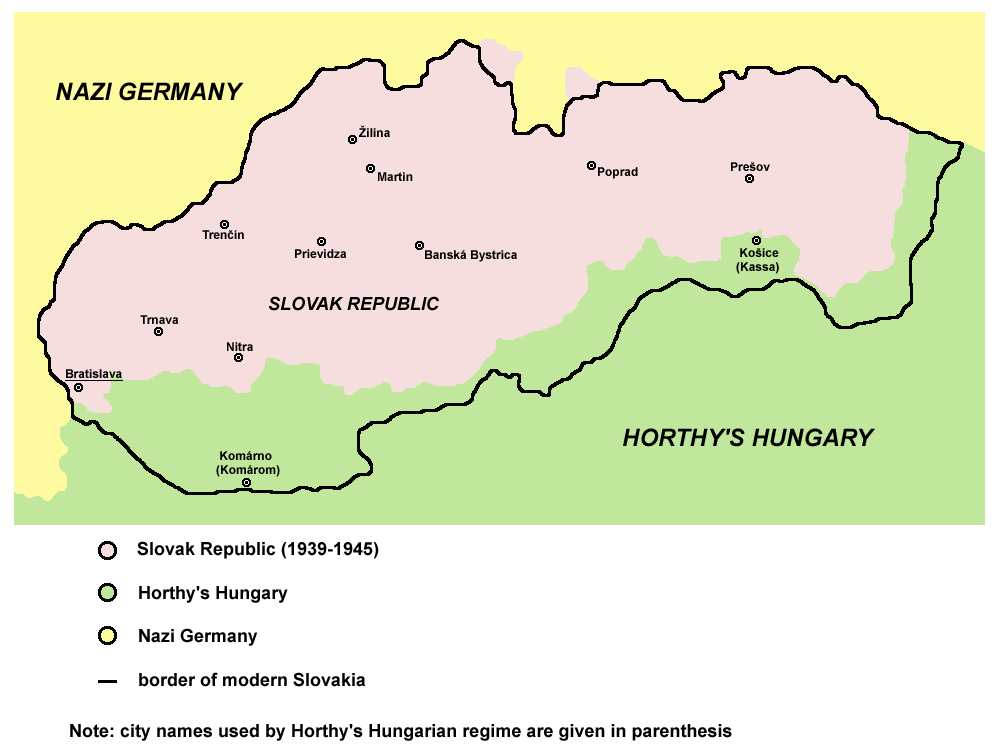
1941年のティソ政権下の独立スロバキア

保護国の独立スロバキアは第二次世界大戦の始めの年を相対的平和な状態でくぐり抜けた。枢軸国の一つとして、スロバキアは1939年にドイツとともにポーランドに侵攻した（スロバキアのポーランド侵攻）。この貢献はドイツの戦争の努力においては象徴的だったが、参加した兵力（ソビエトの遠征にはおよそ4万5000人）はスロバキアの人口（1940年で260万人）比に対して特段のものではなかった。
独立後すぐに、ヨゼフ・ティソの権威主義的な政府の下で、国内の9万人のユダヤ人を目的とした一連の政策が開始された。w:Hlinka's Guardはユダヤ人を攻撃し、「ユダヤ人法（"w:Anti-Jewish laws"）」が1941年に可決された。同法はニュルンベルク法に似ており、ユダヤ人に黄色の腕章の着用を義務付けるものでありユダヤ人は結婚や多くの職業から追放された。スロバキア議会は1942年5月にユダヤ人の国外追放の法案を受け入れ、全会一致で同法案を可決した。この法案に反対票を投じたのがスロバキアでは少数派のハンガリー人のエステルハージ・ヤーノシュだというの記録は興味深いものかもしれない。1942年3月から10月の間、スロバキアはおよそ5万7000人のユダヤ人のドイツ占領下のポーランドに強制送還し、そこではユダヤ人のほぼ全員が殺された。残る2万4000人の強制送還は、教皇使節がスロバキア大統領にドイツ当局はスロバキアから強制送還されたユダヤ人を殺していることを伝えると、取りやめになった。しかし、1944年のスロバキア国民蜂起のあとのドイツ軍のスロバキア占領後、1万2600人以上のユダヤ人がドイツ軍によって強制送還された。このときのユダヤ人のおよそ半分は強制収容所で殺された。1万人ほどのスロバキアのユダヤ人の生存者は地域住民に匿われ、6000人から7000人のユダヤ人はスロバキア当局の公的な保護を受けた。
1944年8月29日、6万人のスロバキア軍と1万8000人のパルチザンがナチスに対して蜂起した。彼らは様々な地下組織とチェコスロバキア亡命政府によって組織されていた。この暴動は後に「スロバキア国民蜂起」として知られるようになる。スロバキアはドイツの激しい反撃と占領によって荒廃したが、ゲリラ戦は組織的なレジスタンスが終わった後も継続した。最終的にはドイツ軍がこれらを鎮圧したが、この蜂起はスロバキア人にとって歴史的に重要な事件となった。スロバキアが連合軍に貢献した国の一つとして戦争を終戦を迎えたことを許されたからである。
1944年ののち、ソビエトの攻撃は激化した。ルーマニア軍に支援された赤軍はドイツ軍をスロバキア領内から駆逐した。1945年4月4日ソ連軍はスロバキアの首都ブラチスラヴァに入城した。

## 第二次世界大戦後のチェコスロバキア
1945年、第二次世界大戦の終結によってチェコスロバキアは再建された。しかし、ルテニア地方はソ連に割譲され、領土的には縮小した。またベネシュ政令によって、戦前300万人が居住していたドイツ系住民が追放され、ハンガリー系住民も住民交換で国外に去り、ユダヤ人やロマはナチスのホロコーストによって激減し、多民族性は失われた。
1946年の総選挙で、スロバキアにおいて民主党が、チェコではチェコスロバキア共産党が勝利を収めた。1948年の2月の政変で、共産党の支配が確立し、ソ連の衛星国となった。

### 「チェコスロバキア事件（プラハの春）」
強固な共産主義者の統制はこの国の第二次世界大戦後の40年を形作り、アレクサンデル・ドゥプチェクがチェコスロバキア共産党中央委員書記長就任後の1968年のプラハの春と呼ばれる短い自由化の時期を阻んだ。ドゥプチェクは「人間の顔をした社会主義」という現実のために努力し、政治、社会、経済分野の改革を提案した。ドゥプチェクはあまりに遠くに行ってしまったというワルシャワ条約機構加盟国の間での危惧がソ連、ハンガリー、ブルガリア、東ドイツ、ポーランド軍による1968年の8月21日のチェコスロバキア侵攻と占領を導いた。1969年4月にグスターフ・フサークがドゥプチェクに代わって共産党の指導者になった。

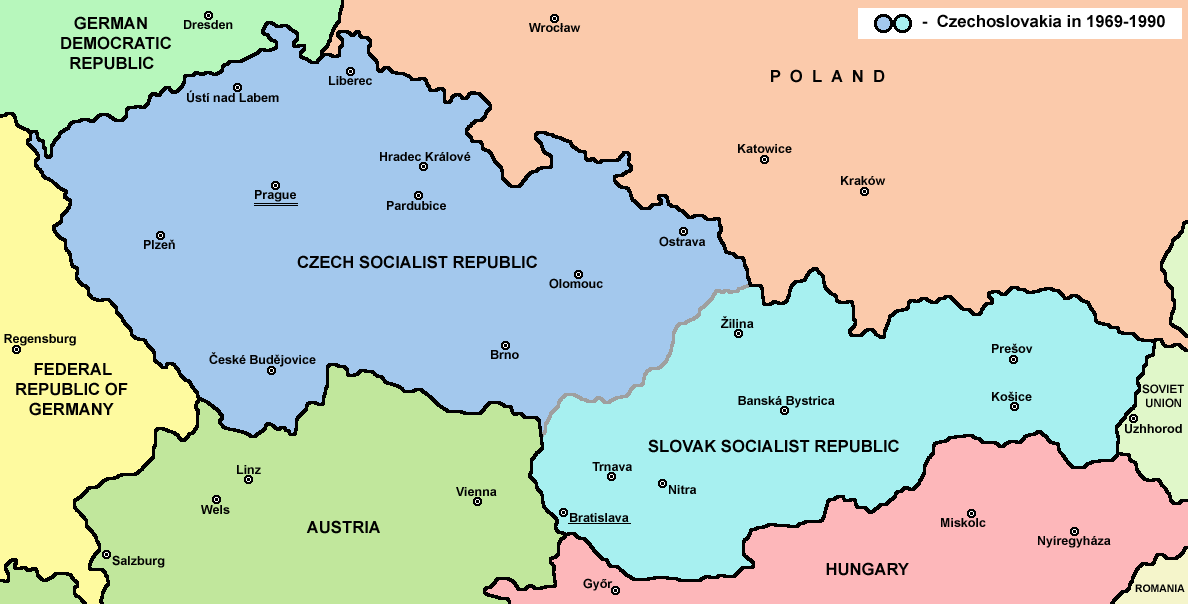
1969年-1990年のチェコスロバキア

1970年代と1980年代は「 正常化（"正常化体制"）」の時期として知られ、この頃には1968年のソ連の侵攻への謝罪がチェコスロバキアにとってソ連の体制にできうる最善の反対行動とされ、そのソ連の保守的な体制を予防した。政治的、社会的経済的には停滞した。
改革運動の中心はプラハにあったため、スロバキアはチェコほど強く「正常化」を経験しなかった。事実、スロバキア共和国は1970年代と1980年代にチェコ共和国より相対的に高い経済成長を比較的に遂げた(1994年からいまに到るまでの中で)。
1970年代はまた反体制運動が見られた時期であり（特にチェコ共和国においては）、1977年1月1日に250人以上の人権活動家が「憲章77」に署名し、そこにはチェコスロバキア政府が人権を守る義務を果たすことに失敗していると批判がされていた。

### 「ビロード革命」

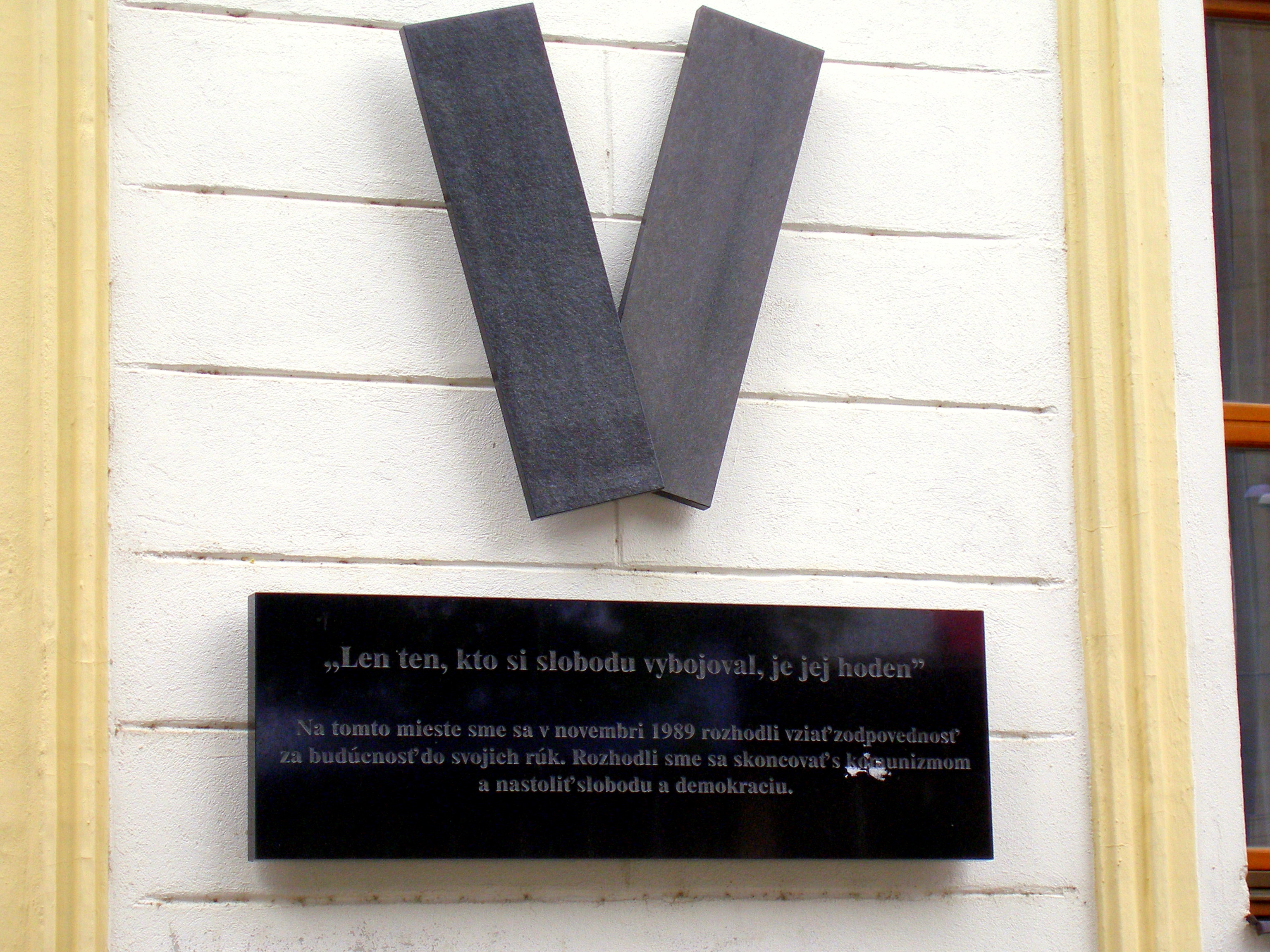
Pamätná tabuľa na bratislavskom Námestí SNP

1989年11月17日、ビロード革命として知られる一連の抗議運動が始まり、チェコスロバキアでの共産党支配の終焉を導いた。
同年12月には暫定政府が結成され、1948年以来の初めてのチェコスロバキアにおける自由選挙が1990年6月に行われた。1992年に新連邦憲法がスロバキアの自治問題で袋小路に陥った。
1992年の後半、チェコスロバキア解体に対しての同意が平和裏に現れた。1993年1月チェコ共和国とスロバキア共和国のいずれもが同時に、そして平和的にその存在を明示した。両国家は直ちにアメリカ合衆国とヨーロッパ周辺諸国からの承認を得た。
「ビロード革命」の後の数日、「憲章77」と他のグループは市民フォーラムを結成するために連合し、官僚的な改革と市民の自由を擁護する参加のグループになった。その指導者で、戯曲家で反体制派のヴァーツラフ・ハヴェルが、1989年の12月のチェコスロバキア大統領選挙に当選した。スロバキアの「市民フォーラム」「暴力に反対する公衆」は同じ理念を表明した。
1990年の6月の選挙では、「市民フォーラム」と「暴力に反対する公衆」は地滑り的勝利を収めた。ところが「市民フォーラム」と「暴力に反対する公衆」は、彼らが共産党支配に最も反対的な集団だったのにもかかわらず、彼らは政党として、比較的低い影響力を確立していた。1992年の選挙において、新しい政党の連続体が両方の「市民フォーラム」と「暴力に反対する公衆」を代表するようになった。

## 「ビロード離婚」（1992年）以降のスロバキア

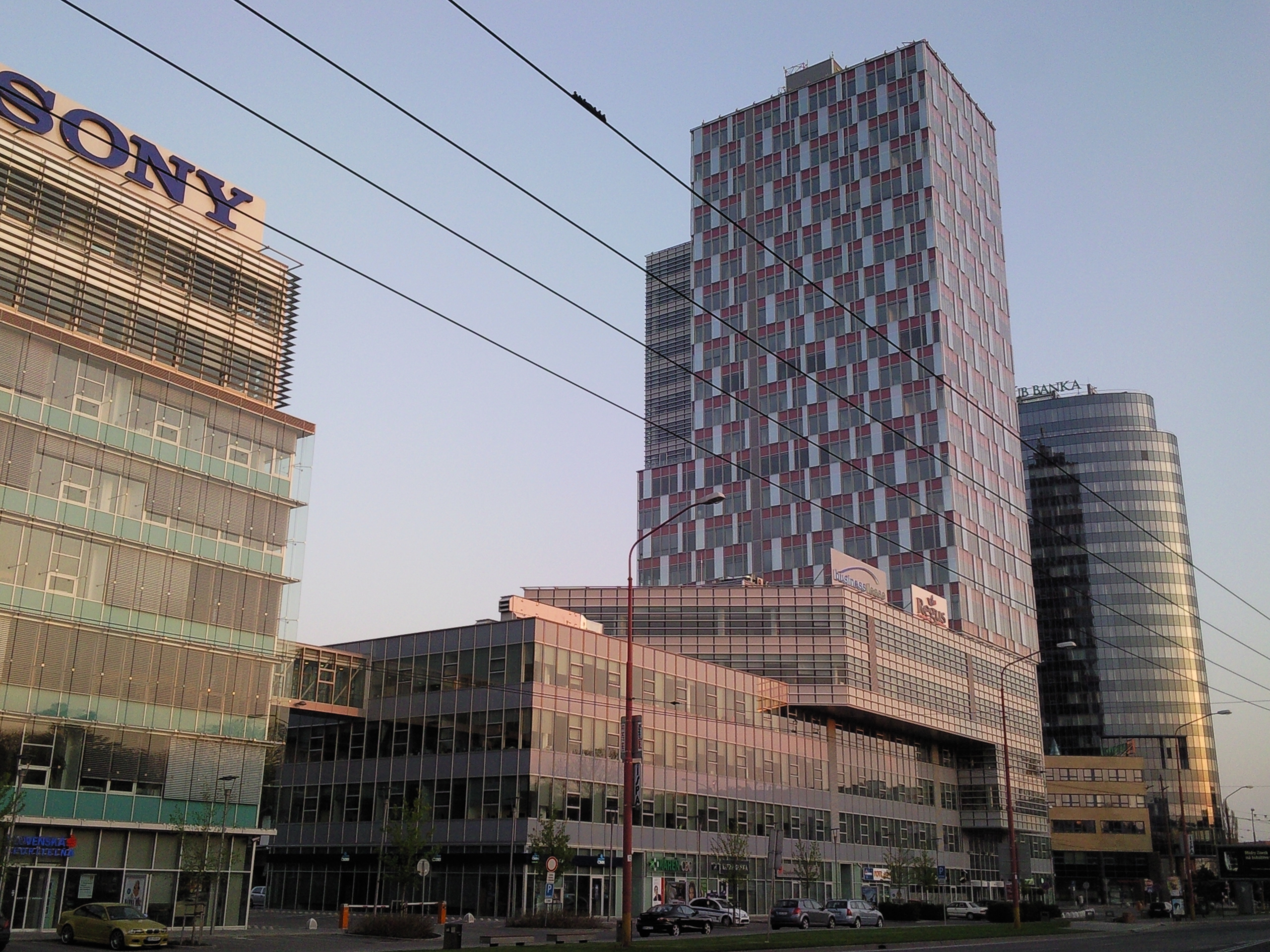
ブラチスラヴァの中心的ビジネス街の一つムリンスケー・ニヴィ通り（ルジノウ街区）

1992年6月に選挙が行われ、ヴァーツラフ・クラウスのチェコ経済改革プラットフォーム市民民主党がチェコで勝利した、自治の公平性のアピールを基礎にする、ヴラジミール・メチアルの民主スロバキア運動（HZDS）がスロバキアの有力政党として台頭してきた。メチアルとクラウスは交渉し、チェコスロバキアの解体に合意した。メチアルの政党はスロバキア独立から5年間、不信任投票が出され、ヨーゼフ・モラヴチクの改革政府が運営していた1994年の9か月間を除いては第一党であった。
初代スロバキア大統領はミハル・コバチであり、スロバキアを「東欧のスイス」にすると約束した。最初の首相はウラジーミル・メチアルであり彼は1992年のチェコスロバキア時代からスロバキア地区の首相職を務めていた。
ルドルフ・シュスターは1999年の大統領選挙に当選した。ミクラーシュ・ズリンダ率いる連合によって1998年の議会選挙ののちの与野党交代の前に、申し立てによるとメチアル準権威主義的政府は民主的規範と法による支配に違反していた。
第一次ズリンダ政権は多くのスロバキアをOECDに加盟できるような政治的経済的改革を行い、EUとの加盟交渉に接近しNATOには加盟に立候補した。しかし与党の人気は急速に低下した。複数の新政党が現れた。これら新政党は世論調査では高い支持率を持っていた。メチアルはHZDSの指導者の地位にとどまり、HZDSは第1次ズリンダ政権期には野党として20％、ときにはそれ以上もの支持率を維持した。
2002年9月の選挙で、支持者のうねりでズリンダ首相のスロバキア民主キリスト教連合(SDKÚ)が彼に政権第2期を委ねた。彼は3つの異なる中道右派政党 ハンガリー連合党 (SMK), the キリスト教民主運動 (KDH) と新市民同盟 (ANO)と連立した。連立政権は議会で過半数を占めた。政府は強力に、NATOとEU統合を支援し、第1次政権で始まった民主的で自由市場的傾向を継続することを表明した。新しい、連立政権は最優先課題に、海外投資の誘致、高度な医療システムのような社会福祉改革とNATOとEUへの参加を認めてもらうことがあった。ウラジーミル・メチアルの民主スロバキア運動は1998年の選挙では27％の支持を受け(ほぼ900,000人が投票)、2002年の選挙では19.5％(ほぼ560,000人が投票)。野党にはHZDS,社会党 (Róbert Fico党首)と共産党が含まれ共産党の支持者は6％であった。当初、スロバキアは近代的な市場経済の発展はチェコよりも難しいと言われていた。スロバキアは2004年3月2日にNATOに加盟し2004年5月1日にEUに加盟した。スロバキアは2005年10月10日に国連安保理の非常任理事国に2度目に選ばれた(任期2006年–2007年)。
2006年の6月1日に選挙があり、左翼の社会党が29.14% (約67,000人が投票)の得票率で勝利し、Slotaのスロバキア国民党とメチアルのスロバキア民主運動と連立した。
野党にはかつての与党SDKÚ、SMKとKDHが含まれる。